# Marciac
Cet article possède des paronymes, voir Marcillac et Marcilhac.
Marciac (Marciac en gascon) est une commune française située dans le département du Gers, en région Occitanie. Sur le plan historique et culturel, la commune est dans le pays d'Astarac, un territoire du sud gersois très vallonné, au sol argileux, qui longe le plateau de Lannemezan.
Exposée à un climat océanique altéré, elle est drainée par l'Arros, le Bouès, le Laüs, le ruisseau de Larté et par divers autres petits cours d'eau. La commune possède un patrimoine naturel remarquable composé d'une zone naturelle d'intérêt écologique, faunistique et floristique.
Marciac est une commune rurale qui compte 1 209 habitants en 2022. Ses habitants sont appelés les Marciacais ou  Marciacaises.
Le patrimoine architectural de la commune comprend trois  immeubles protégés au titre des monuments historiques : l'église de l'Assomption, classée en 1910, le couvent des Augustins, classé partiellement en 1910 puis inscrit partiellement en 1928, et l'église des Augustins, inscrite en 1949.
Marciac est connue pour son festival de jazz, Jazz in Marciac.

## Géographie

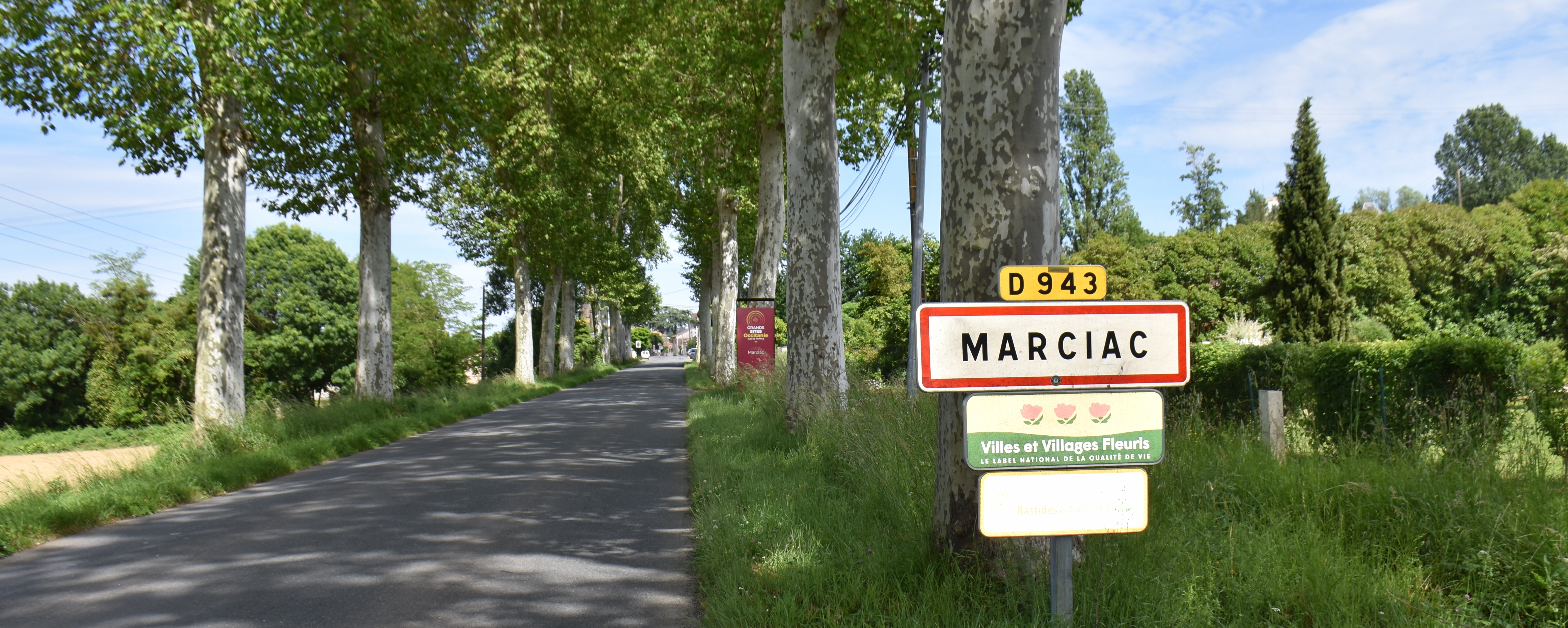
Une entrée du bourg.

### Localisation
Marciac est une commune de Gascogne située en Rivière-Basse. La commune se trouve au sud du département du Gers en limite des Hautes-Pyrénées.

### Communes limitrophes
Les communes limitrophes sont Armentieux, Juillac, Laveraët, Monlezun, Ricourt, Saint-Justin, Scieurac-et-Flourès, Tourdun et Auriébat.
| Juillac                                | Tourdun | Scieurac-et-Flourès (sur 50 m) |
| Armentieux, Auriébat (Hautes-Pyrénées) | Marciac | Laveraët                       |
| Saint-Justin                           | Ricourt | Monlezun                       |

### Géologie et relief

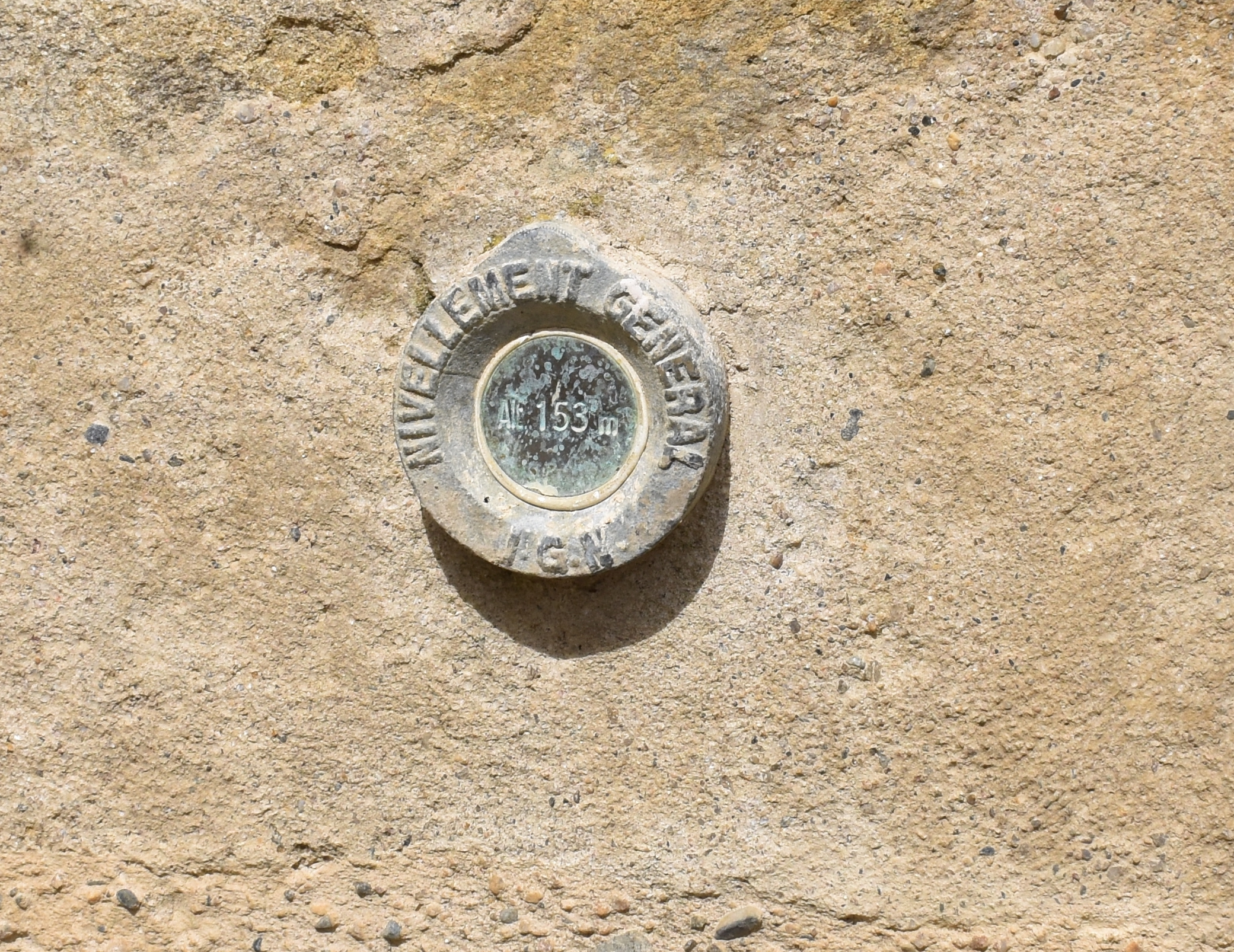
Borne de nivellement sur le mur de l'église - Altitude 153 m.

Marciac se situe en zone de sismicité 2 (sismicité faible).

### Hydrographie
La commune est dans le bassin de l'Adour, au sein du bassin hydrographique Adour-Garonne. Elle est drainée par l'Arros, le Bouès, le Laüs, le Larté, un bras de l'Arros, le ruisseau des Alems et par divers petits cours d'eau, qui constituent un réseau hydrographique de 25 km de longueur totale,.
L'Arros, d'une longueur totale de 130,8 km, prend sa source dans la commune d'Esparros et s'écoule vers le nord. Il traverse la commune et se jette dans l'Adour à Izotges, après avoir traversé 54 communes.
Le Bouès, d'une longueur totale de 62,5 km, prend sa source dans la commune de Burg et s'écoule vers le nord. Il traverse la commune et se jette dans l'Arros à Beaumarchés, après avoir traversé 32 communes.
Le Laüs, d'une longueur totale de 21 km, prend sa source dans la commune de Laguian-Mazous et s'écoule du sud-est vers le nord-ouest. Il traverse la commune et se jette dans le Bouès à Juillac, après avoir traversé 9 communes.
Le ruisseau de Larté, d'une longueur totale de 17 km, prend sa source dans la commune de Sauveterre et s'écoule vers le nord-ouest. Il traverse la commune et se jette dans l'Arros à Plaisance, après avoir traversé 9 communes.

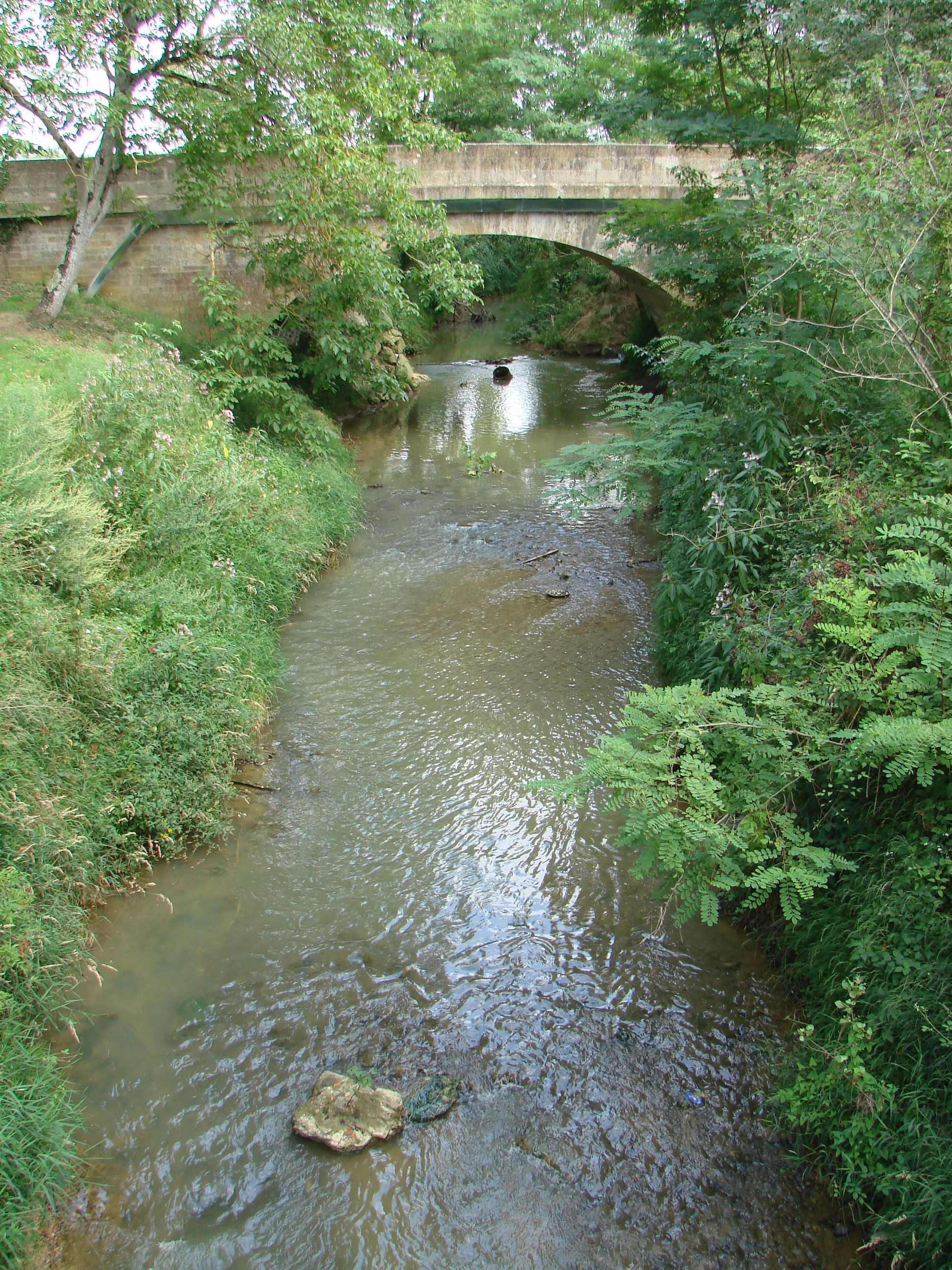
Cours de la rivière Bouès à Marciac.
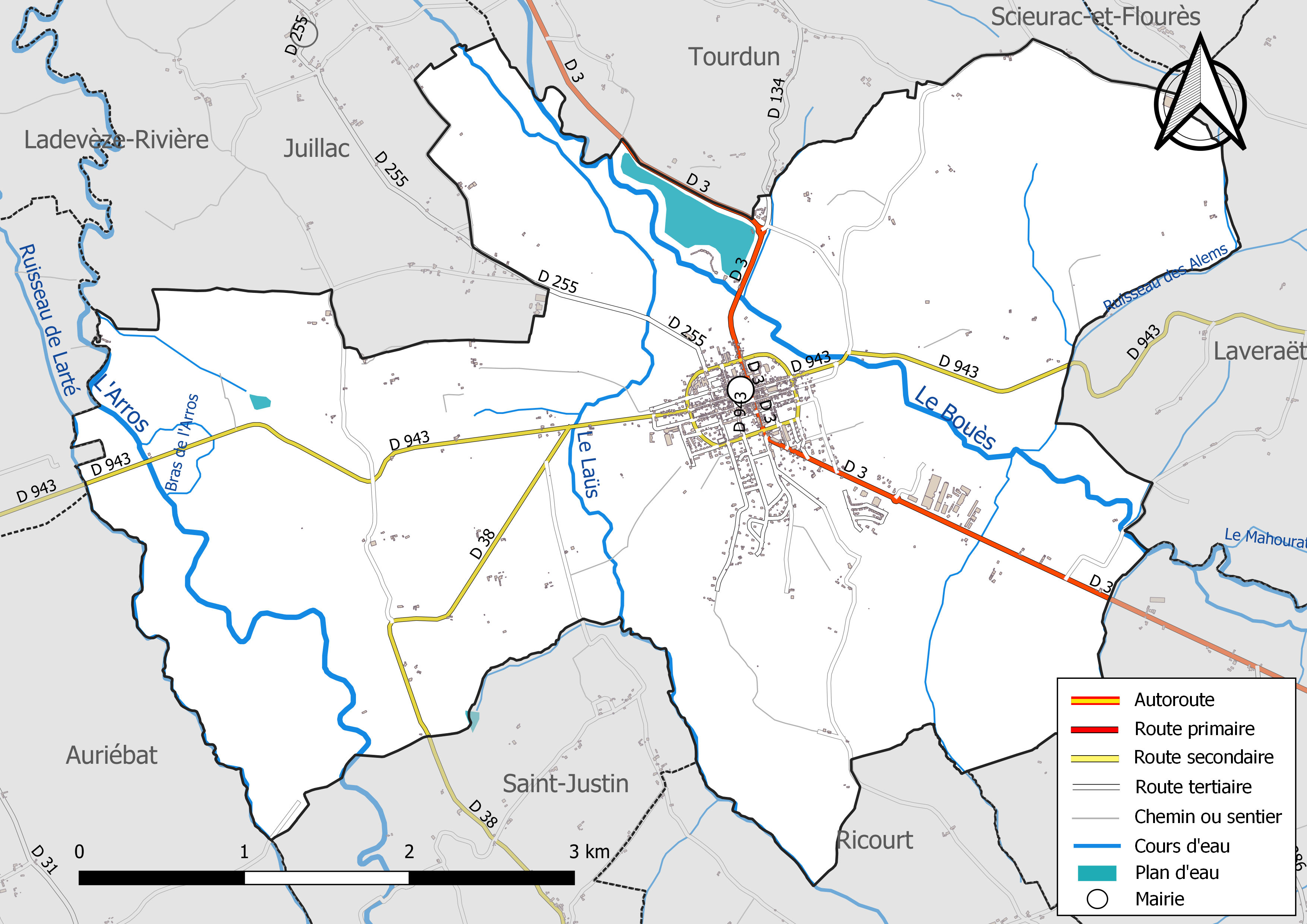
Réseaux hydrographique et routier de Marciac.

### Climat
Pour des articles plus généraux, voir Climat de l'Occitanie et Climat du Gers.
En 2010, le climat de la commune est de type climat océanique altéré, selon une étude s'appuyant sur une série de données couvrant la période 1971-2000. En 2020, Météo-France publie une typologie des climats de la France métropolitaine dans laquelle la commune est toujours exposée à un climat océanique altéré et est dans la région climatique Aquitaine, Gascogne, caractérisée par une pluviométrie abondante au printemps, modérée en automne, un faible ensoleillement au printemps, un été chaud (19,5 °C), des vents faibles, des brouillards fréquents en automne et en hiver et des orages fréquents en été (15 à 20 jours).
Pour la période 1971-2000, la température annuelle moyenne est de 13,2 °C, avec une amplitude thermique annuelle de 15,1 °C. Le cumul annuel moyen de précipitations est de 895 mm, avec 10,9 jours de précipitations en janvier et 6,6 jours en juillet. Pour la période 1991-2020, la température moyenne annuelle observée sur la station météorologique la plus proche, située sur la commune de Maubourguet à 12 km à vol d'oiseau, est de 13,5 °C et le cumul annuel moyen de précipitations est de 904,3 mm,. Pour l'avenir, les paramètres climatiques de la commune estimés pour 2050 selon différents scénarios d'émission de gaz à effet de serre sont consultables sur un site dédié publié par Météo-France en novembre 2022.

### Milieux naturels et biodiversité

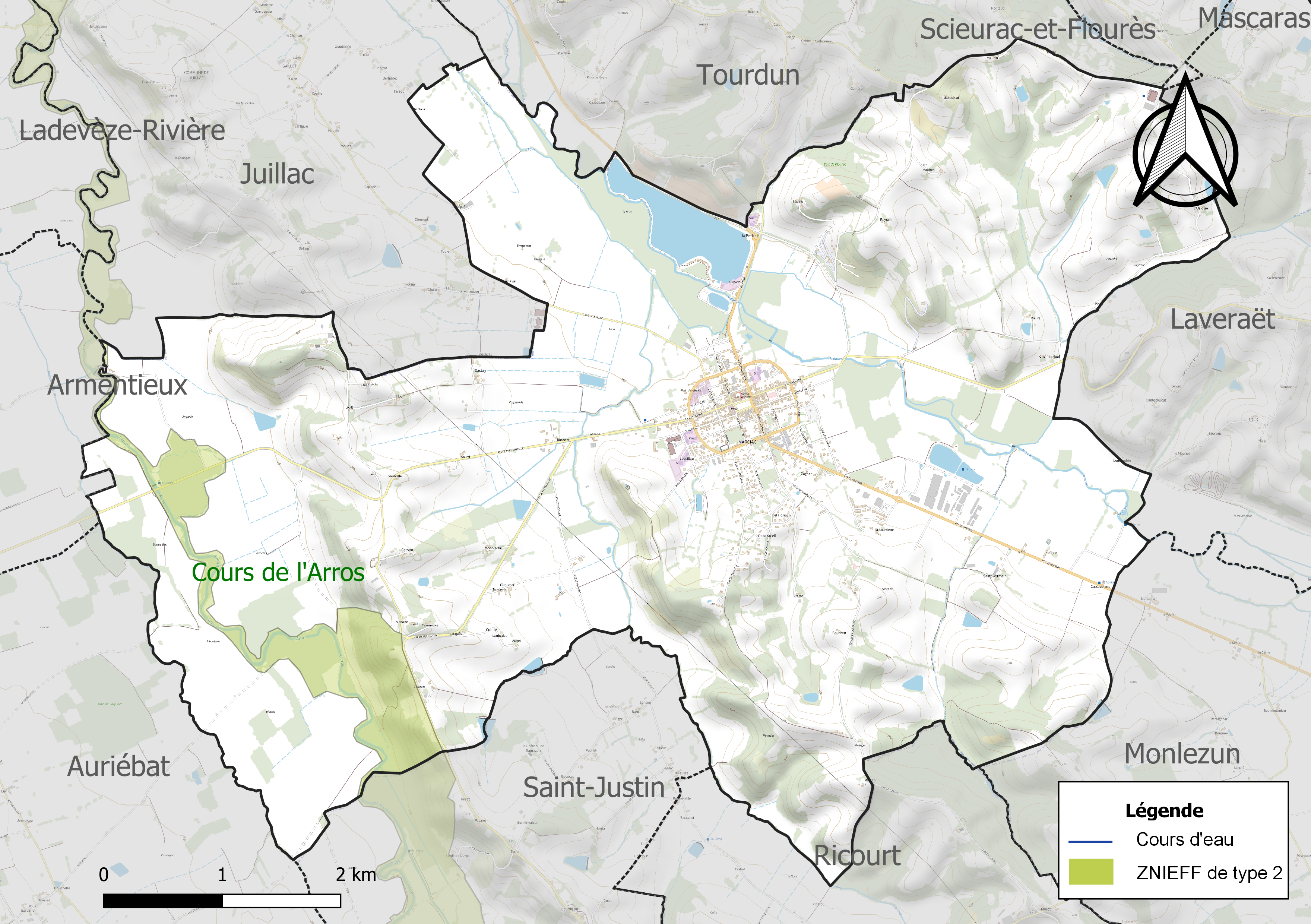
Carte de la ZNIEFF de type 2 localisée sur la commune.

L’inventaire des zones naturelles d'intérêt écologique, faunistique et floristique (ZNIEFF) a pour objectif de réaliser une couverture des zones les plus intéressantes sur le plan écologique, essentiellement dans la perspective d’améliorer la connaissance du patrimoine naturel national et de fournir aux différents décideurs un outil d’aide à la prise en compte de l’environnement dans l’aménagement du territoire.
Une ZNIEFF de type 2 est recensée sur la commune :
le « cours de l'Arros » (1 675 ha), couvrant 41 communes dont 20 dans le Gers et 21 dans les Hautes-Pyrénées.

## Urbanisme

### Typologie
Au 1er janvier 2024, Marciac est catégorisée bourg rural, selon la nouvelle grille communale de densité à sept niveaux définie par l'Insee en 2022.
Elle est située hors unité urbaine et hors attraction des villes,.

### Occupation des sols
L'occupation des sols de la commune, telle qu'elle ressort de la base de données européenne d’occupation biophysique des sols Corine Land Cover (CLC), est marquée par l'importance des territoires agricoles (82 % en 2018), en diminution par rapport à 1990 (84,5 %). La répartition détaillée en 2018 est la suivante : 
terres arables (52,7 %), zones agricoles hétérogènes (20,3 %), forêts (9,4 %), prairies (9 %), zones urbanisées (5,9 %), eaux continentales (1,4 %), milieux à végétation arbustive et/ou herbacée (1,2 %). L'évolution de l’occupation des sols de la commune et de ses infrastructures peut être observée sur les différentes représentations cartographiques du territoire : la carte de Cassini (XVIIIe siècle), la carte d'état-major (1820-1866) et les cartes ou photos aériennes de l'IGN pour la période actuelle (1950 à aujourd'hui).

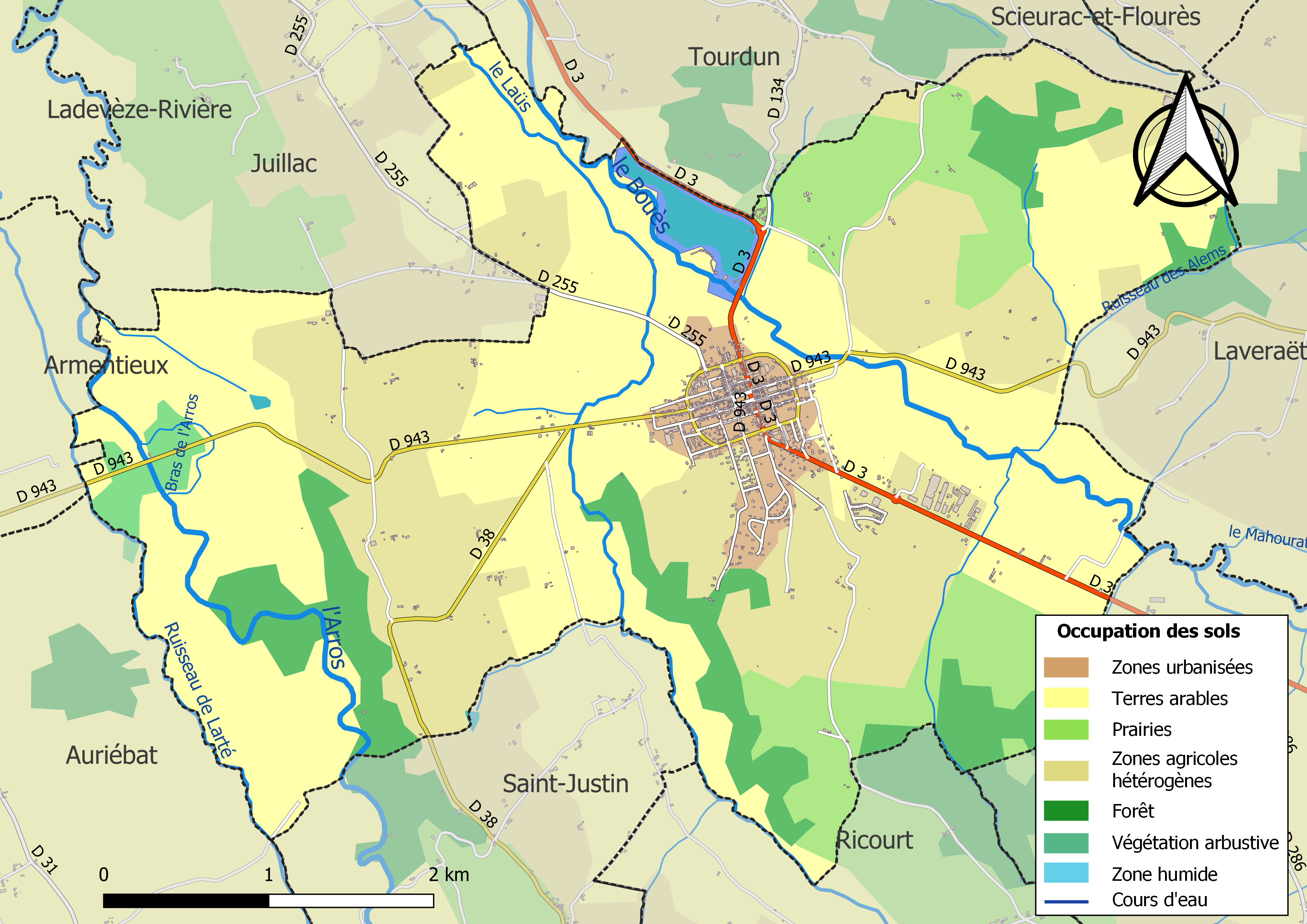
Carte des infrastructures et de l'occupation des sols de la commune en 2018 (CLC).

### Risques majeurs
Le territoire de la commune de Marciac est vulnérable à différents aléas naturels : météorologiques (tempête, orage, neige, grand froid, canicule ou sécheresse), inondations et séisme (sismicité faible). Un site publié par le BRGM permet d'évaluer simplement et rapidement les risques d'un bien localisé soit par son adresse soit par le numéro de sa parcelle.
Certaines parties du territoire communal sont susceptibles d’être affectées par le risque d’inondation par débordement de cours d'eau, notamment l'Arros, le Bouès, le Laüs et le ruisseau de Larté. La cartographie des zones inondables en ex-Midi-Pyrénées réalisée dans le cadre du XIe Contrat de plan État-région, visant à informer les citoyens et les décideurs sur le risque d’inondation, est accessible sur le site de la DREAL Occitanie. La commune a été reconnue en état de catastrophe naturelle au titre des dommages causés par les inondations et coulées de boue survenues en 1990, 1993, 1999, 2000, 2009 et 2018,.

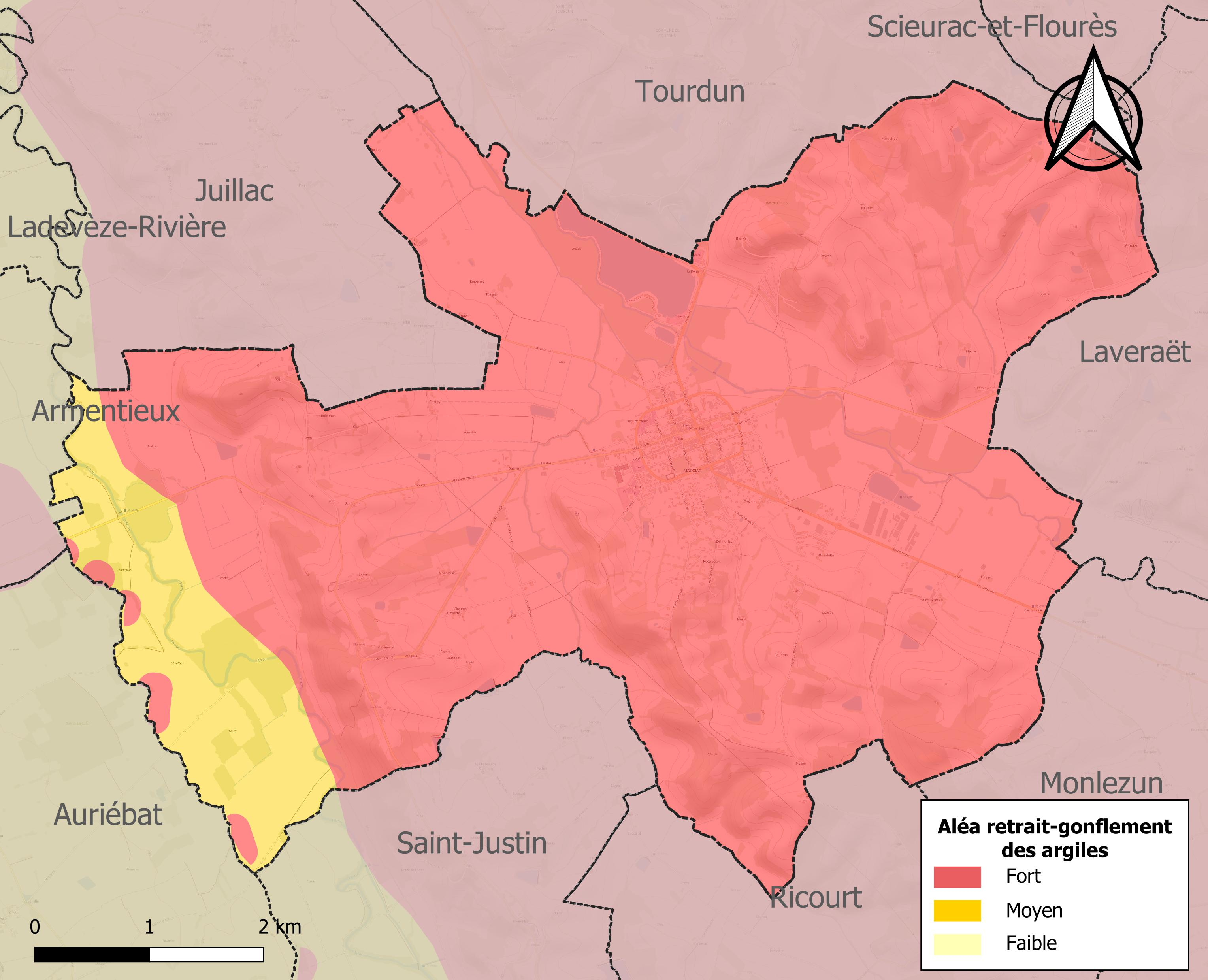
Carte des zones d'aléa retrait-gonflement des sols argileux de Marciac.

Le retrait-gonflement des sols argileux est susceptible d'engendrer des dommages importants aux bâtiments en cas d’alternance de périodes de sécheresse et de pluie. La totalité de la commune est en aléa moyen ou fort (94,5 % au niveau départemental et 48,5 % au niveau national). Sur les 686 bâtiments dénombrés sur la commune en 2019, 686 sont en aléa moyen ou fort, soit 100 %, à comparer aux 93 % au niveau départemental et 54 % au niveau national. Une cartographie de l'exposition du territoire national au retrait gonflement des sols argileux est disponible sur le site du BRGM,.
Par ailleurs, afin de mieux appréhender le risque d’affaissement de terrain, l'inventaire national des cavités souterraines permet de localiser celles situées sur la commune.
Concernant les mouvements de terrains, la commune a été reconnue en état de catastrophe naturelle au titre des dommages causés par la sécheresse en 1989, 1996, 2002, 2012 et 2017 et par des mouvements de terrain en 1999.

## Toponymie
Le nom Marciac dérive - par glissement orthographique - du nom de famille de son fondateur, le sénéchal de Toulouse et d'Albi Guichard de Marzé.

## Histoire

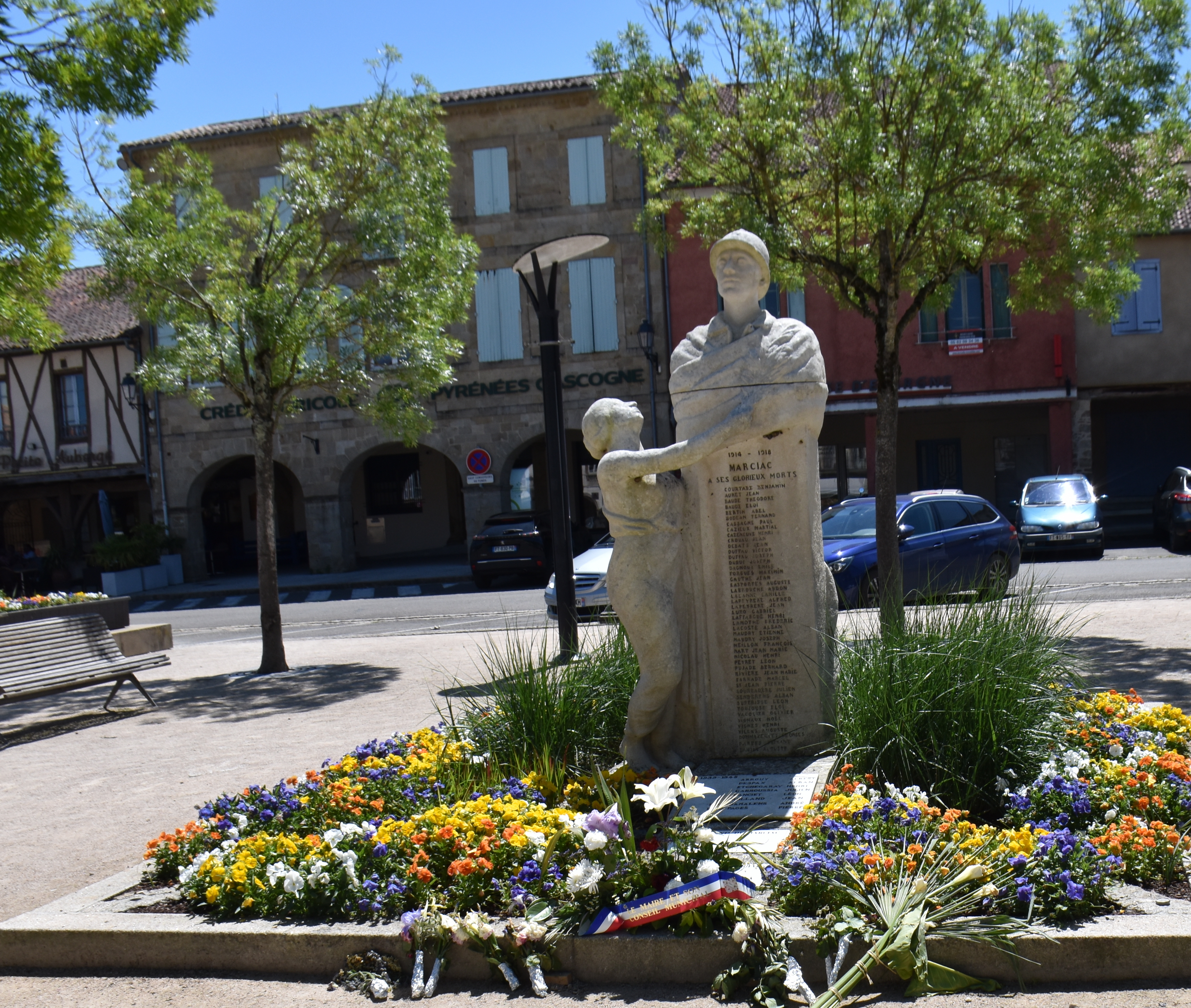
Le monument aux morts.

Marciac est une bastide royale, fondée tout à la fin du XIIIe siècle (1298) à la suite d'un paréage entre Étienne de Lupé, abbé de la Case-Dieu, Arnaud-Guilhem III, comte de Pardiac et le sénéchal de Toulouse, Guichard de Marzé, qui construisit la bastide, lui donna ses coutumes et lui laissa son nom. Les coutumes furent confirmées en 1300 par le roi de France Philippe IV le Bel. La ville originelle était entourée d'une enceinte percée de huit portes, comportant des tourelles tout et autour de laquelle était creusé un large fossé. De larges privilèges firent le succès rapide de cette bastide.
La ville nouvelle détourna à son profit le chemin de Saint-Jacques qui passait jusque-là à Saint-Justin et se dirigeait sur Maubourguet. Quatre hôpitaux peuplèrent la ville, ainsi que les ordres religieux des Augustins, des Dominicains et l'ordre du Saint-Esprit.
C'est une bastide à deux axes de modèle gascon (église en retrait par rapport à la place centrale). Elle est organisée autour d'une place centrale à arcades, qui est la plus grande place du Gers (133 x 78 mètres) et dont la vocation d'origine, militaire, permettait de loger au besoin un millier de soldats (Marciac fut édifiée dans la zone-limite des influences françaises et anglaise). La bastide est divisée en parcelles (îlots), avec des rues parallèles et perpendiculaires les unes aux autres. La forme de la cité, parfaitement symétrique, s'inscrit dans un rectangle ovalisé de 598 x 394 mètres. Le projet de restitution architecturale du Marciac du XIVe siècle (projet "Marciac Intra Muros"), lancé par l’association MIM, l'INRAP, l'ENSA et la mairie de Marciac, va permettre aux visiteurs de la bastide d'être immergés dans sa "gloire architecturale", dont les 1 750 mètres de son ex-rempart représentaient une pièce maîtresse.
En 1569, le sieur de Sérignac, lieutenant du chef protestant Montgomery, mit la bastide à rançon et causa quelques dégâts à ses églises. L'église Notre-Dame de Marciac possède le plus haut clocher du département du Gers (87 m).

## Politique et administration

### Tendances politiques et résultats
Depuis 1965, la commune a élu des maires de tendance socialiste, et par ailleurs depuis 1958, des conseillers généraux placés à la gauche de l'échiquier politique, à l'instar de nombre de communes et de cantons du Gers.
Le conseil municipal est composé de quinze élus, compte tenu du nombre de ses habitants.

### Liste des maires

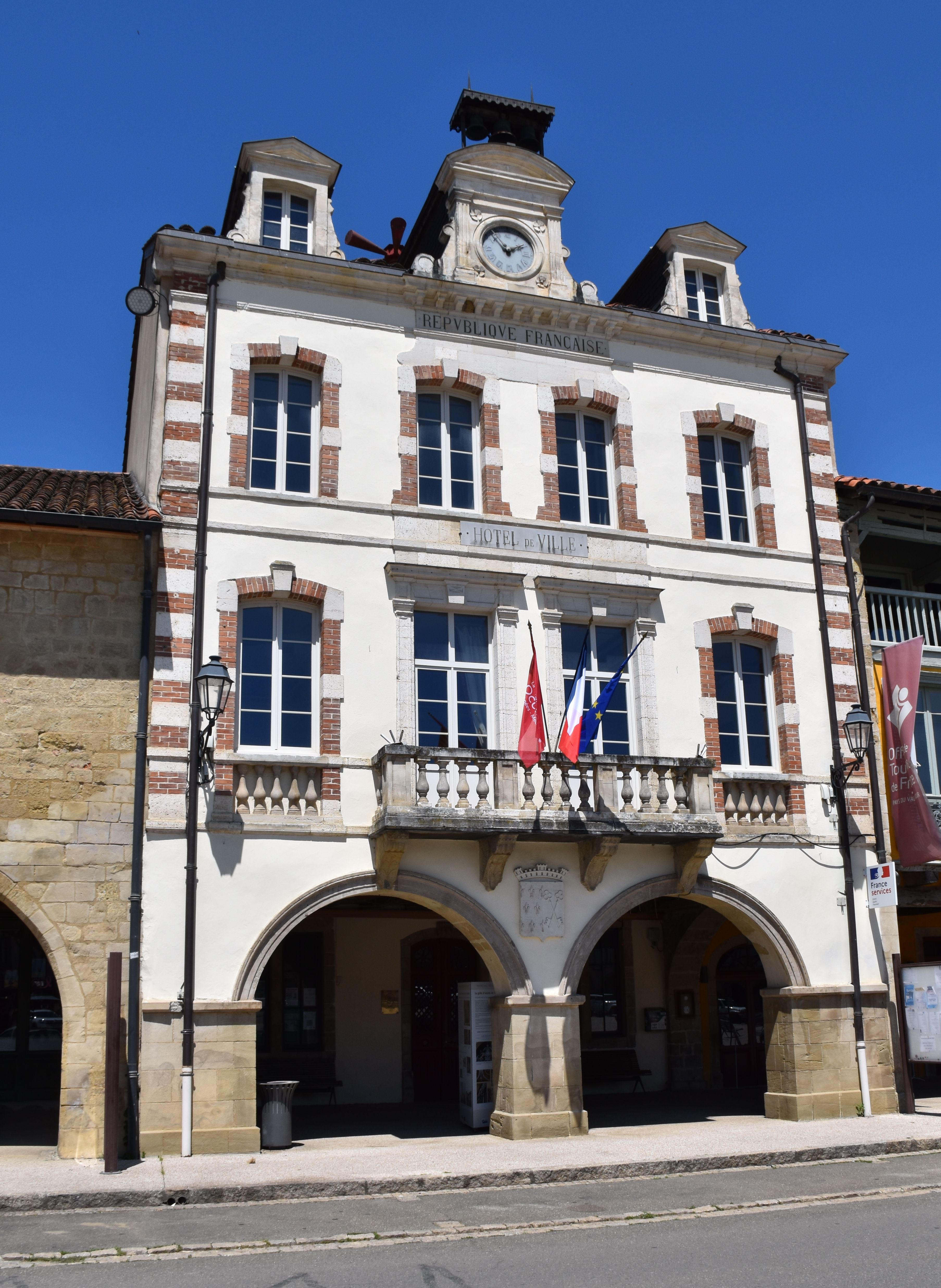
La mairie.

## Population et société

### Démographie
| 1793  | 1800  | 1806  | 1821  | 1831  | 1841  | 1846  | 1851  | 1856  |
| ----- | ----- | ----- | ----- | ----- | ----- | ----- | ----- | ----- |
| 1 412 | 1 489 | 1 605 | 1 671 | 1 778 | 1 955 | 1 912 | 1 905 | 1 887 |

| 1861  | 1866  | 1872  | 1876  | 1881  | 1886  | 1891  | 1896  | 1901  |
| ----- | ----- | ----- | ----- | ----- | ----- | ----- | ----- | ----- |
| 1 848 | 1 901 | 1 883 | 1 914 | 1 956 | 1 825 | 1 629 | 1 546 | 1 484 |

| 1906  | 1911  | 1921  | 1926  | 1931  | 1936  | 1946  | 1954  | 1962 |
| ----- | ----- | ----- | ----- | ----- | ----- | ----- | ----- | ---- |
| 1 449 | 1 331 | 1 100 | 1 086 | 1 138 | 1 098 | 1 128 | 1 025 | 996  |

| 1968  | 1975  | 1982  | 1990  | 1999  | 2006  | 2007  | 2012  | 2017  |
| ----- | ----- | ----- | ----- | ----- | ----- | ----- | ----- | ----- |
| 1 065 | 1 131 | 1 119 | 1 211 | 1 160 | 1 221 | 1 233 | 1 243 | 1 224 |

| 2022  | - | - | - | - | - | - | - | - |
| ----- | - | - | - | - | - | - | - | - |
| 1 209 | - | - | - | - | - | - | - | - |

### Enseignement
Le collège de Marciac propose une option jazz depuis l'année scolaire 1992-1993, ce qui lui a permis de doubler le nombre d'élèves. Un internat a même été créé dans un des bâtiments de la commune, qui abritait autrefois une « université ouvrière », sorte d'école des métiers manuels.

### Manifestations culturelles et festivités
Marciac est notamment connue pour son festival de jazz de renommée internationale : Jazz in Marciac (46e édition en 2024), qui a lieu la première quinzaine du mois d'août. Les principaux concerts se déroulent sous un chapiteau de 5 000 places ou plus selon la configuration, installé sur le terrain de sports de la commune. Un festival "Off" se tient sur la place centrale, par ailleurs ponctué de nombreuses animations et expositions à travers tout le village ; le festival a rassemblé plus de 225 000 visiteurs en 2014 (chiffres officiels de l'organisation), un record de fréquentation - et une sorte d'exploit - en regard des dimensions de Marciac et de la faible taille de sa population.

## Économie

### Revenus
En 2018  (données Insee publiées en septembre 2021), la commune compte 585 ménages fiscaux, regroupant 1 061 personnes. La médiane du revenu disponible par unité de consommation est de 19 480 € (20 820 € dans le département).

### Emploi
|                | 2008  | 2013  | 2018   |
| -------------- | ----- | ----- | ------ |
| Commune        | 5,5 % | 9,9 % | 10,1 % |
| Département    | 6,1 % | 7,5 % | 8,2 %  |
| France entière | 8,3 % | 10 %  | 10 %   |

En 2018, la population âgée de 15 à 64 ans s'élève à 651 personnes, parmi lesquelles on compte 72,5 % d'actifs (62,4 % ayant un emploi et 10,1 % de chômeurs) et 27,5 % d'inactifs,. En  2018, le taux de chômage communal (au sens du recensement) des 15-64 ans est supérieur à celui du département et de la France, alors qu'en 2008 la situation était inverse.
La commune est hors attraction des villes,. Elle compte 716 emplois en 2018, contre 655 en 2013 et 630 en 2008. Le nombre d'actifs ayant un emploi résidant dans la commune est de 421, soit un indicateur de concentration d'emploi de 170,3 % et un taux d'activité parmi les 15 ans ou plus de 43,4 %.
Sur ces 421 actifs de 15 ans ou plus ayant un emploi, 241 travaillent dans la commune, soit 57 % des habitants. Pour se rendre au travail, 74,5 % des habitants utilisent un véhicule personnel ou de fonction à quatre roues, 1,2 % les transports en commun, 15,4 % s'y rendent en deux-roues, à vélo ou à pied et 9 % n'ont pas besoin de transport (travail au domicile).

### Activités hors agriculture

#### Secteurs d'activités
189 établissements sont implantés  à Marciac au 31 décembre 2019. Le tableau ci-dessous en détaille le nombre par secteur d'activité et compare les ratios avec ceux du département,.
| Secteur d'activité                                                                                        | Commune | Commune | Département |
| Secteur d'activité                                                                                        | Nombre  | %       | %           |
| --- | ------- | ------- | ----------- |
| Ensemble                                                                                                  | 189     | 100 %   | (100 %)     |
| Industrie manufacturière, industries extractives et autres                                                | 19      | 10,1 %  | (12,3 %)    |
| Construction                                                                                              | 14      | 7,4 %   | (14,6 %)    |
| Commerce de gros et de détail, transports, hébergement et restauration                                    | 64      | 33,9 %  | (27,7 %)    |
| Information et communication                                                                              | 3       | 1,6 %   | (1,8 %)     |
| Activités financières et d'assurance                                                                      | 7       | 3,7 %   | (3,5 %)     |
| Activités immobilières                                                                                    | 11      | 5,8 %   | (5,2 %)     |
| Activités spécialisées, scientifiques et techniques et activités de services administratifs et de soutien | 24      | 12,7 %  | (14,4 %)    |
| Administration publique, enseignement, santé humaine et action sociale                                    | 35      | 18,5 %  | (12,3 %)    |
| Autres activités de services                                                                              | 12      | 6,3 %   | (8,3 %)     |

Le secteur du commerce de gros et de détail, des transports, de l'hébergement et de la restauration est prépondérant sur la commune puisqu'il représente 33,9 % du nombre total d'établissements de la commune (64 sur les 189 entreprises implantées  à Marciac), contre 27,7 % au niveau départemental.

#### Entreprises et commerces
Les cinq entreprises ayant leur siège social sur le territoire communal qui génèrent le plus de chiffre d'affaires en 2020 sont : 
- Abeilhe Autos, commerce de voitures et de véhicules automobiles légers (13 547 k€)
- SARL SN Hebrais, construction de routes et autoroutes (1 928 k€)
- MV, commerce de gros (commerce interentreprises) non spécialisé (996 k€)
- Gascogne Tourisme, transports routiers réguliers de voyageurs (739 k€)
- Lixa Creations, restauration traditionnelle (3 k€)

L'économie de Marciac est aujourd'hui largement axée sur son festival de jazz et les réalisations culturelles et touristiques qui lui sont notamment liées. L'agriculture, le commerce, les services et l'artisanat sont bien représentés dans la commune, ainsi que l'administration, de par le statut de chef-lieu de canton de Marciac. Une entreprise, qui travaille dans le domaine du recyclage des tissus usagés, a vu le jour en 2012 et a pris partiellement "Le Relais" de l'industrie du meuble, autrefois florissante à Marciac.

### Agriculture
La commune est dans la Rivière Basse, une petite région agricole occupant une partie ouest du département du Gers. En 2020, l'orientation technico-économique de l'agriculture  sur la commune est l'exploitation de grandes cultures (hors céréales et oléoprotéagineuses).
|               | 1988  | 2000  | 2010 | 2020 |
| ------------- | ----- | ----- | ---- | ---- |
| Exploitations | 32    | 17    | 12   | 14   |
| SAU (ha)      | 1 207 | 1 068 | 802  | 929  |

Le nombre d'exploitations agricoles en activité et ayant leur siège dans la commune est passé de 32 lors du recensement agricole de 1988  à 17 en 2000 puis à 12 en 2010 et enfin à 14 en 2020, soit une baisse de 56 % en 32 ans. Le même mouvement est observé à l'échelle du département qui a perdu pendant cette période 51 % de ses exploitations,. La surface agricole utilisée sur la commune a également diminué, passant de 1 207 ha en 1988 à 929 ha en 2020. Parallèlement la surface agricole utilisée moyenne par exploitation a augmenté, passant de 38 à 66 ha.

## Culture locale et patrimoine

### Lieux et monuments
Le conseil régional d'Occitanie a reconnu Marciac comme étant l'un des 40 Grands Sites d'Occitanie pour son patrimoine, son intense activité culturelle ainsi que pour sa capacité d'accueil touristique.
Le festival international de jazz Jazz in Marciac, qui se déroule la première quinzaine d'août depuis 1978, accueille en effet plus de 200 000 visiteurs chaque année (chiffres officiels du festival).
Le festival Paysages In Marciac a lieu fin juillet - début août et concerne l'agroécologie, les sols vivants, les couverts et l’agroforesterie.

#### Place centrale
Le centre de gravité de la ville est une longue place rectangulaire à couverts (arcades) où se trouvait une halle démolie en 1871.
Des maisons à cornières aux énormes piliers de bois la bordent.
La mairie, fière de ses trois étages, et la remarquable maison Guichard, siège de l'office de tourisme, la jouxtent. À côté de la mairie se trouve l'ancienne maison des abbés de l'abbaye de la Case-Dieu avec sa façade en pierre et ses fenêtres à meneaux

#### Châteaux
- Château de Guitou
- Château de Saint-Christaud.

#### Édifices religieux
Église Notre-Dame-de-l'Assomption de Marciac
L'église Notre-Dame-de-l'Assomption est un édifice gothique du XVe siècle au clocher-porche carré. Sa très imposante flèche subit la fortuite concurrence de celle de l'ancienne chapelle du couvent des Augustins. Ses trois nefs et son chœur pentagonal abritent des sculptures du XIVe siècle mais de tradition encore romane.
L'église est classée au titre objet des monuments historiques depuis 1910.

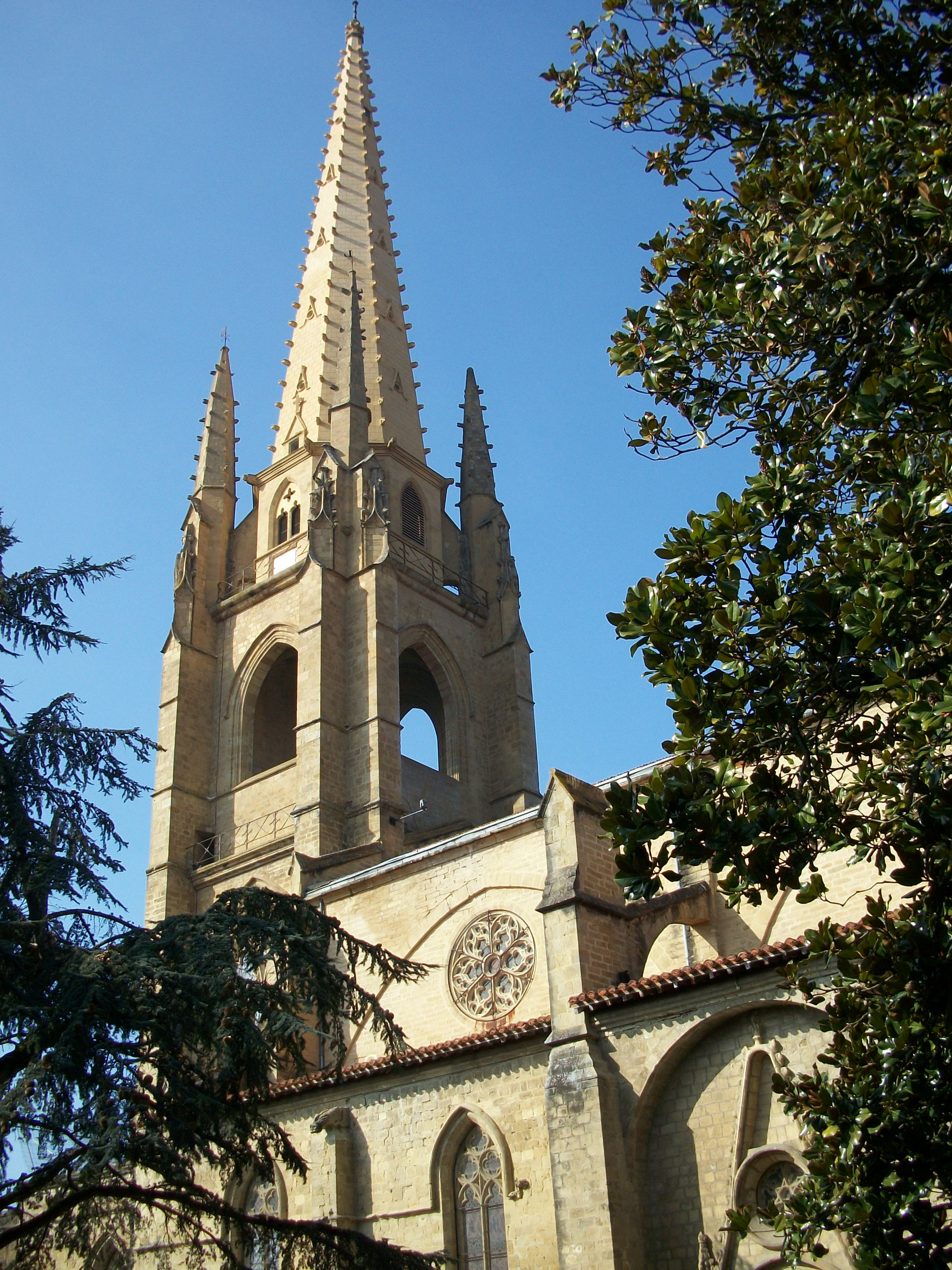
Vue extérieure de l'église Notre-Dame-de-l'Assomption de Marciac.
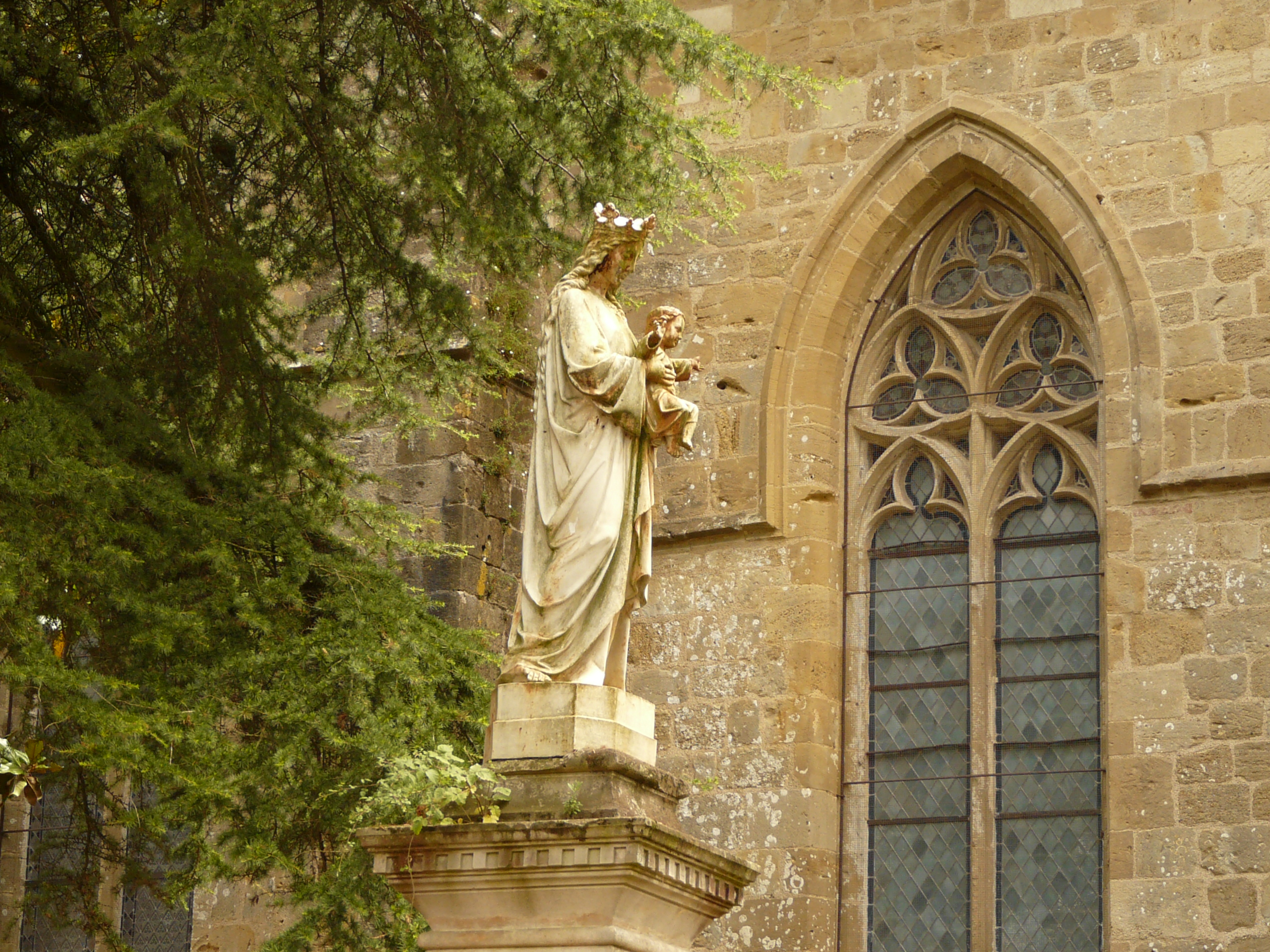
Statue de la Vierge à l'Enfant (jardin de l'église).
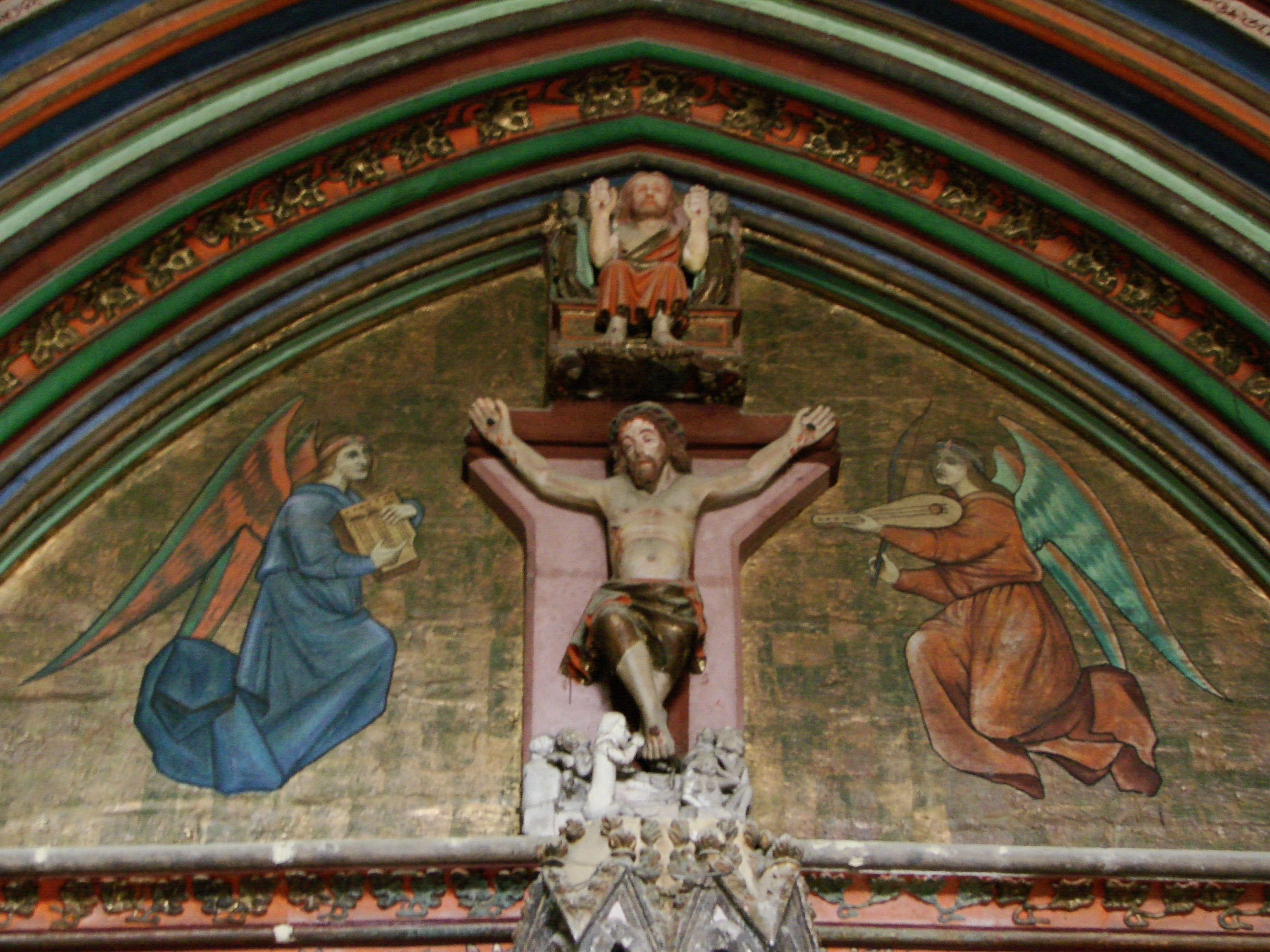
Portique intérieur peint de l'église.
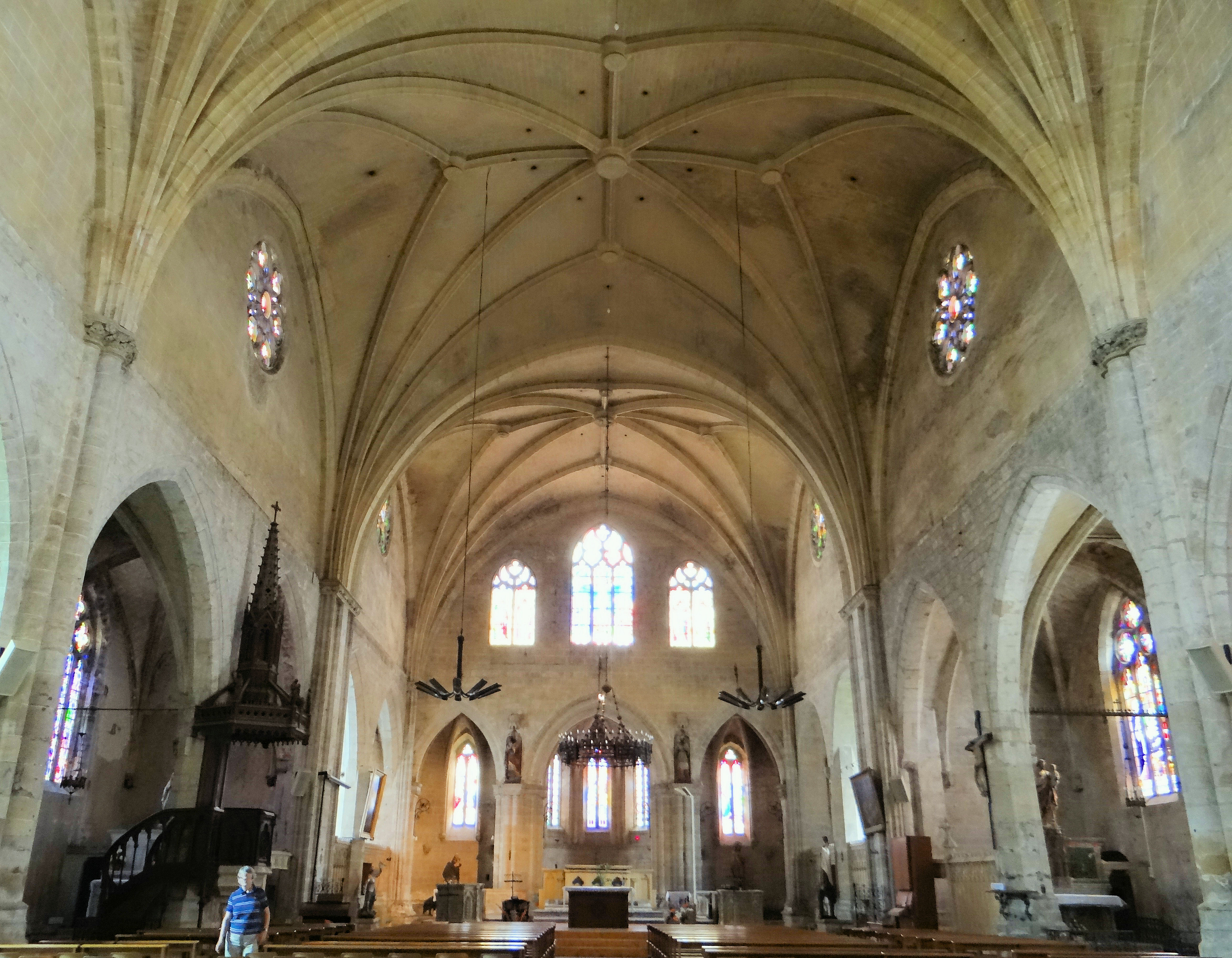
La nef et le chœur

Ancien couvent des Augustins
De l'ancien couvent des Augustins ne restent que le clocher octogonal du XIVe siècle, la façade et le portail. Les recherches effectuées pas Céline Brugeat ont permis de retrouver la trace de l'aile du cloître connue par des cartes postales de la fin du XIXe siècle. La belle galerie du cloître des Augustins fut acquise, démantelée, mise en caisse sur ordre d’Henri Claudeville, antiquaire à Tarbes, avant d’être expédiée en 1907 à Paris à la Galerie Raoul Heilbronner, 3 rue du Vieux Colombier. Celle-ci fut achetée par le magnat de presse américain William Randolph Hearst, qui la fit insérer par son architecte Julia Morgan dans la salle à manger de son Hearst Castle, en Californie,.
La façade ouest de l'église des Augustins de Marciac est inscrite à l'inventaire des monuments historiques depuis 1949.

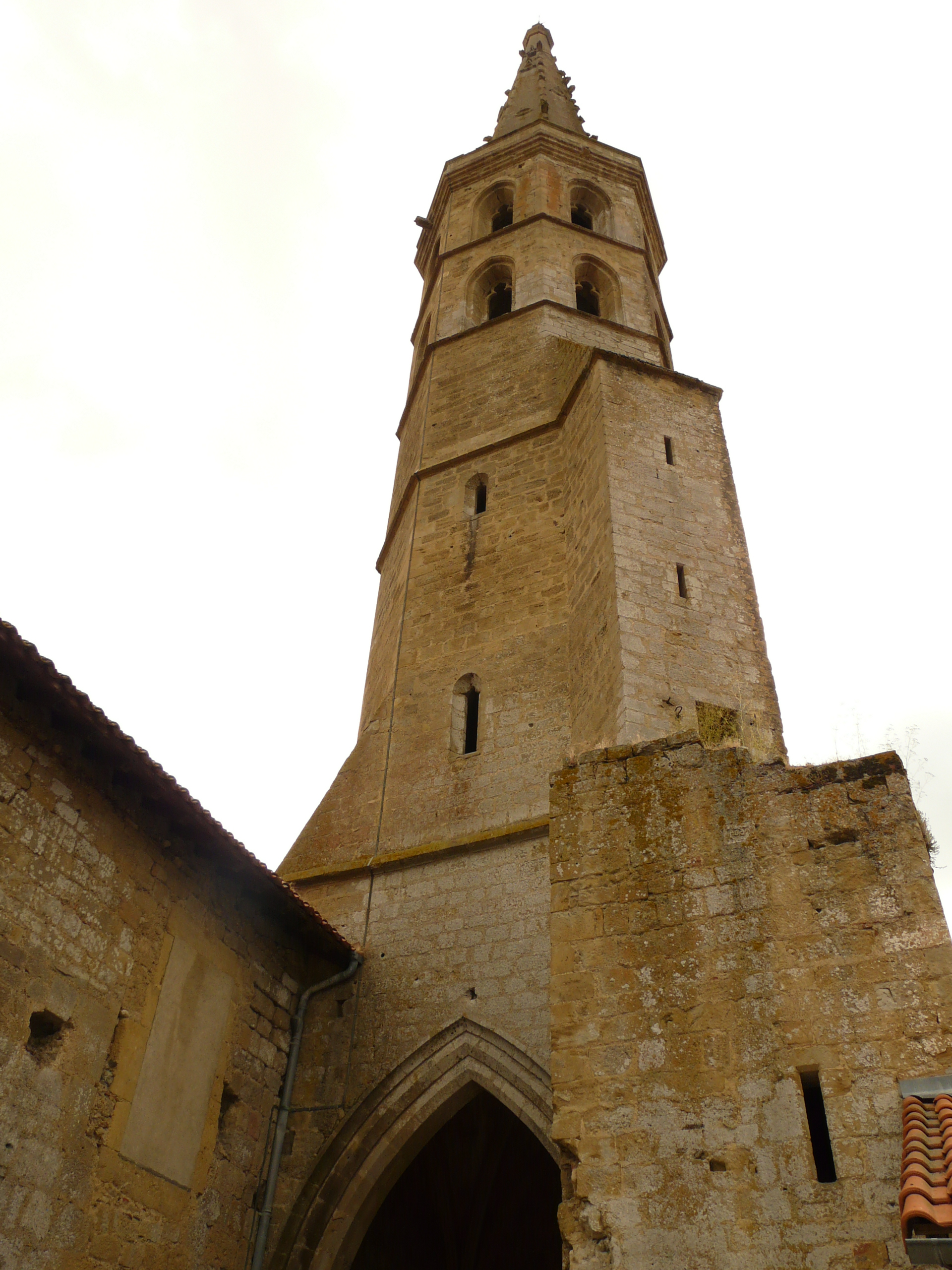
Flèche de l'ancienne église du couvent des Augustins.
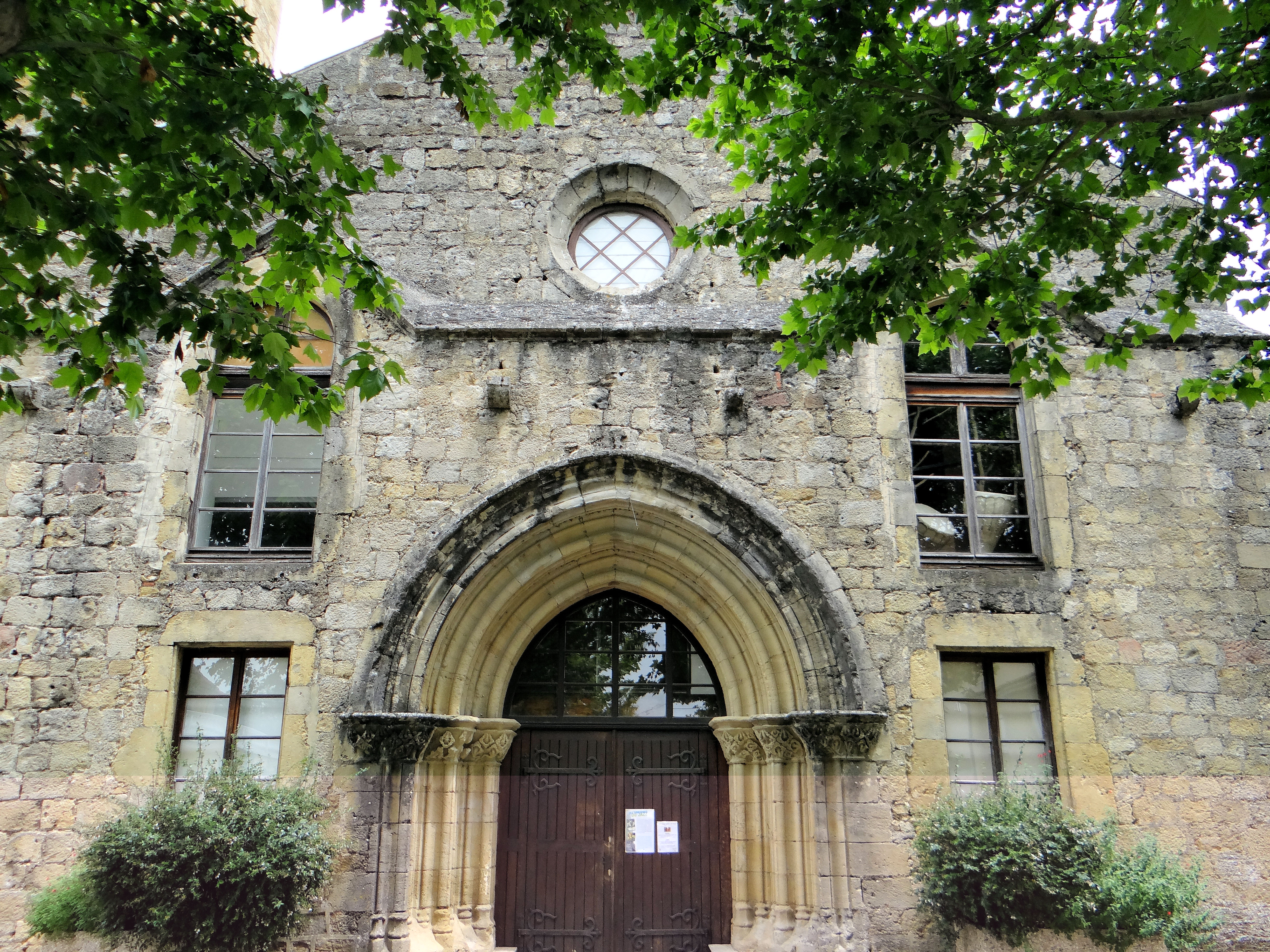
Façade ouest avec son portail de l'ancienne église du couvent des Augustins en 2013
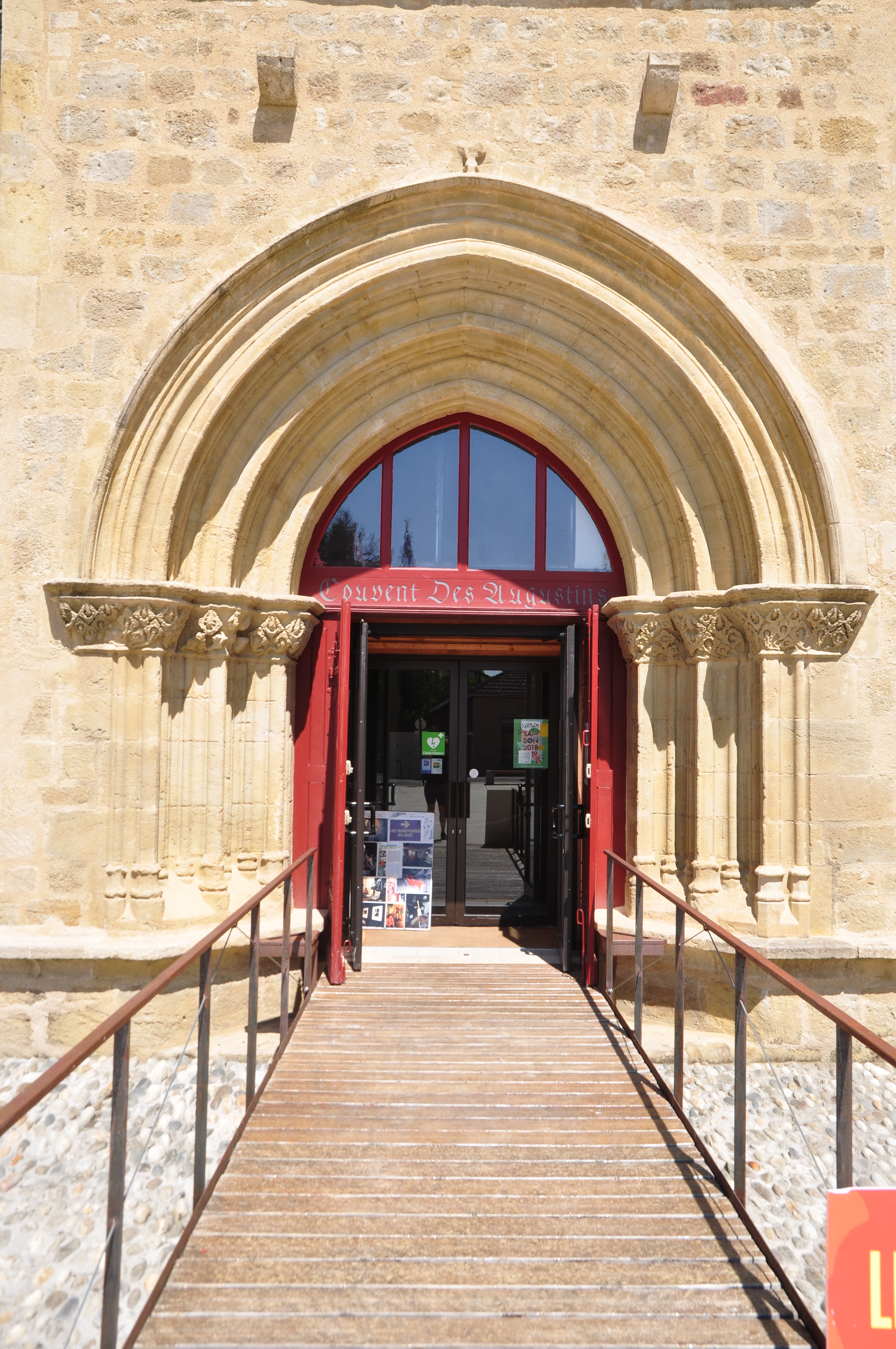
Façade ouest avec son portail. Entrée du musée du jazz
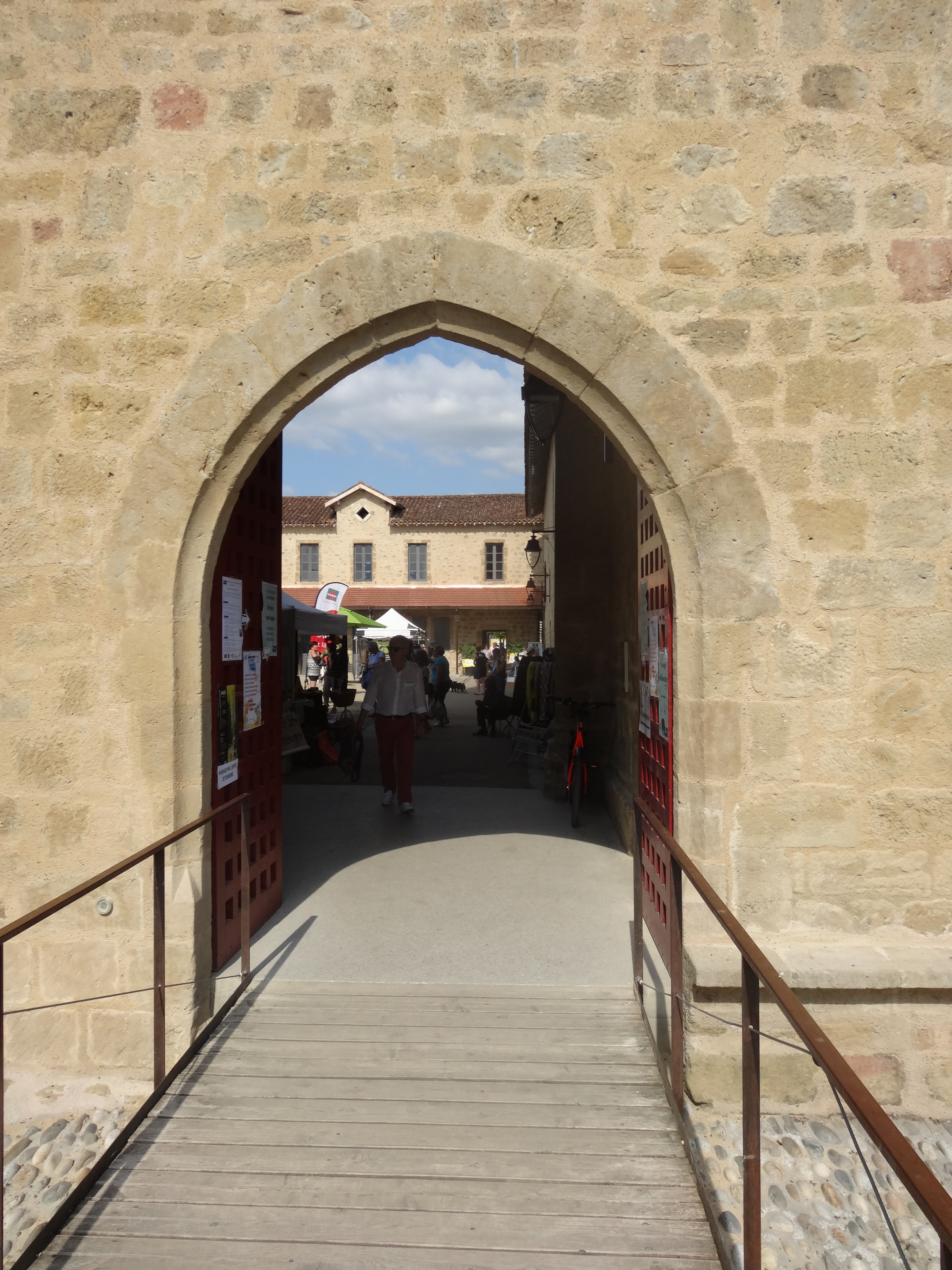
Église des Augustins lors du festival Jazz in Marciac 2018.
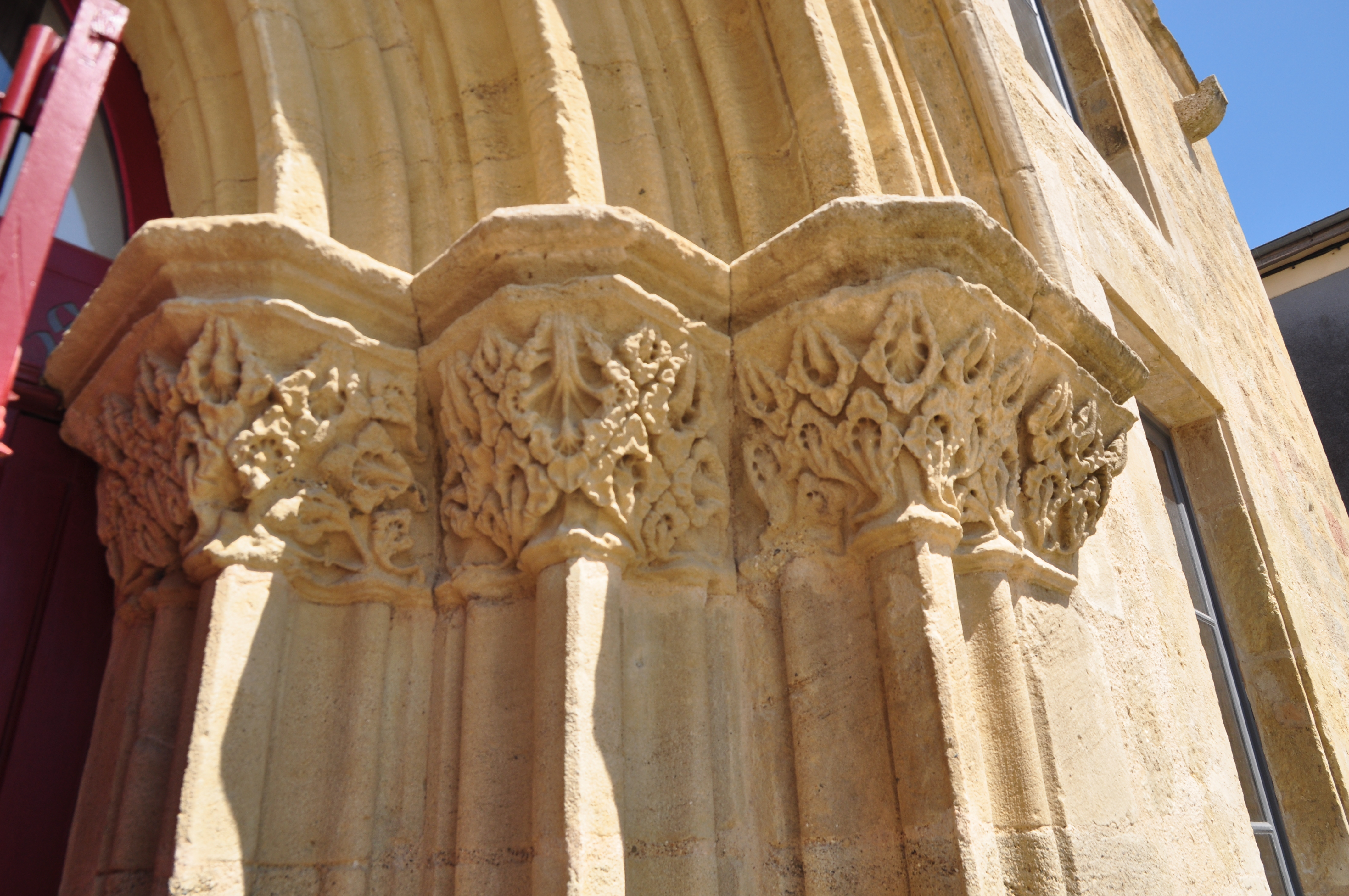
Détail des chapiteaux du portail
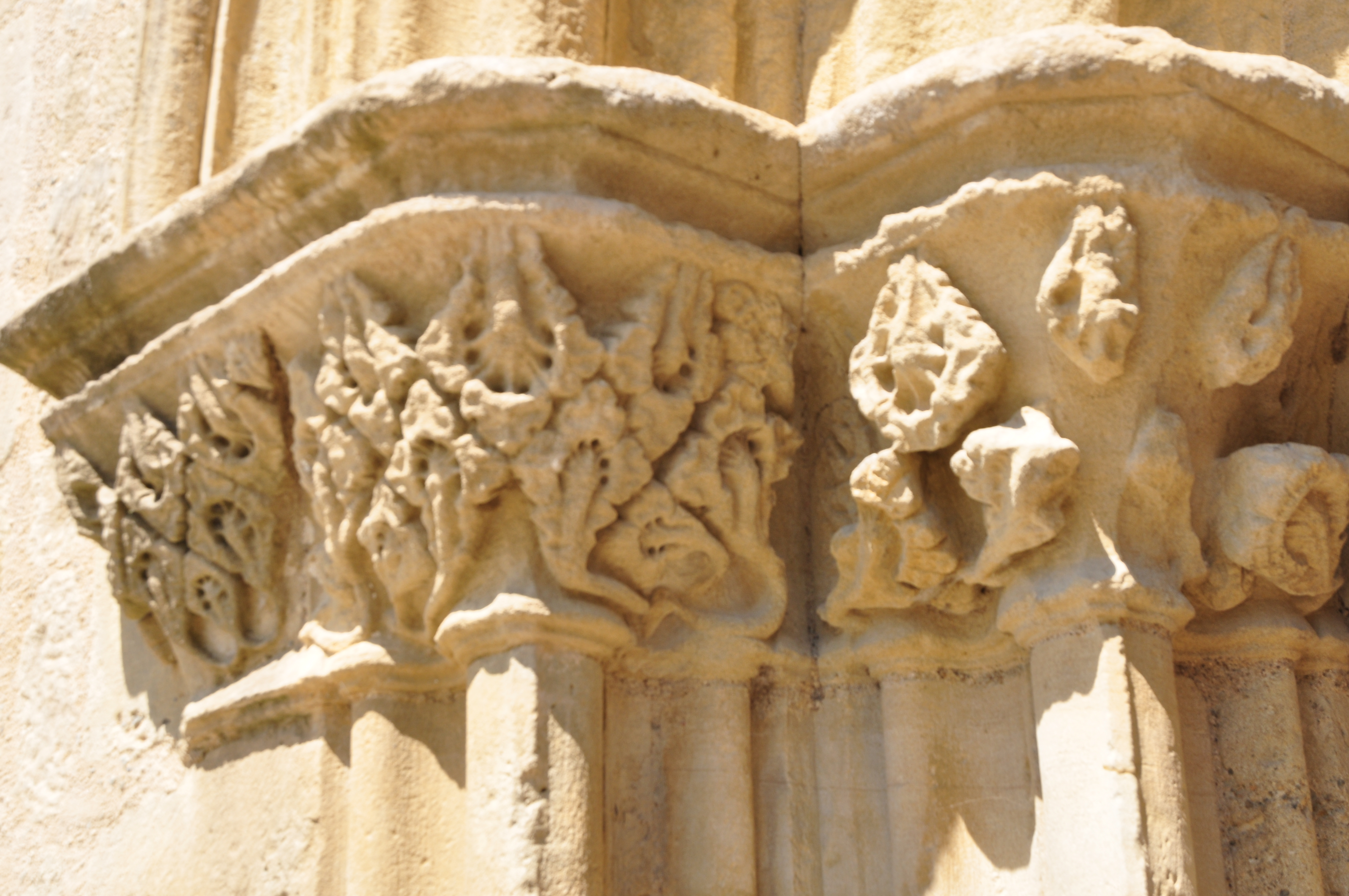
Détail des chapiteaux du portail

Chapelle Notre-Dame-de-la-Croix de Marciac
La chapelle Notre-Dame-de-la-Croix, lieu d'apparition - le 14 septembre 1654 - de la Vierge Marie et devenu plus tard un lieu de pèlerinage, est située au cœur d'un agréable parc.

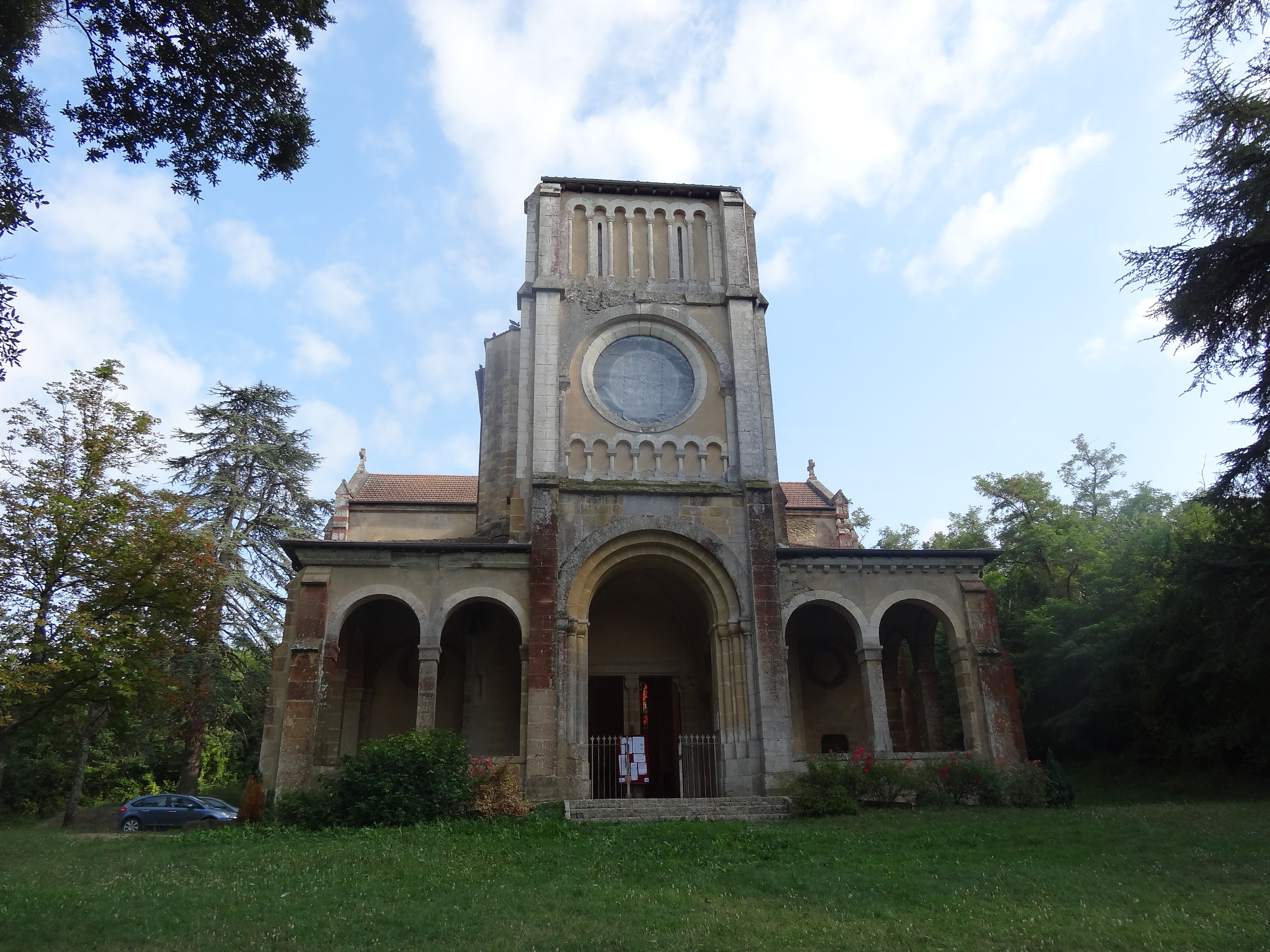
Chapelle Notre-Dame-de-la-Croix de Marciac
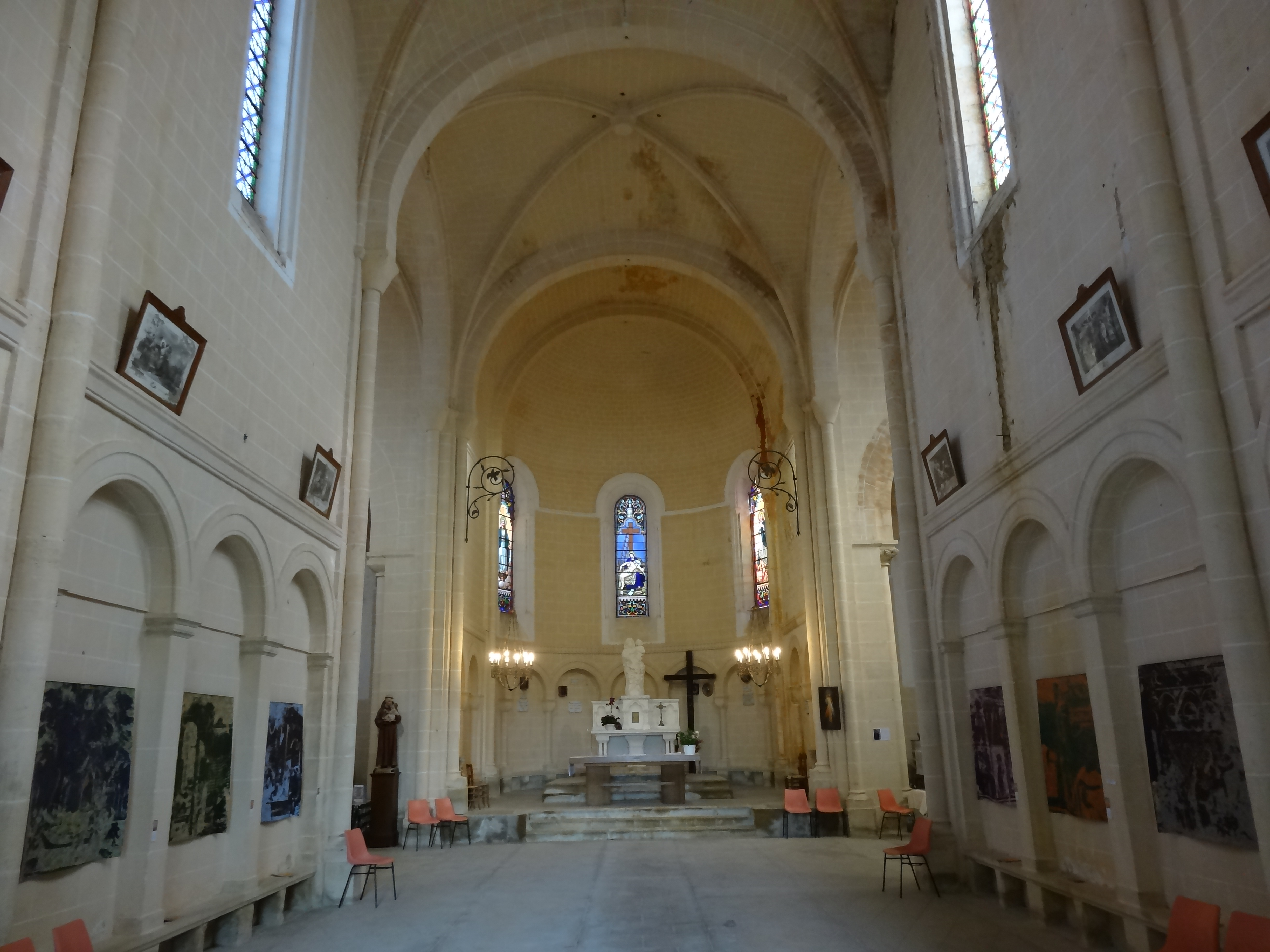
La nef et le chœur
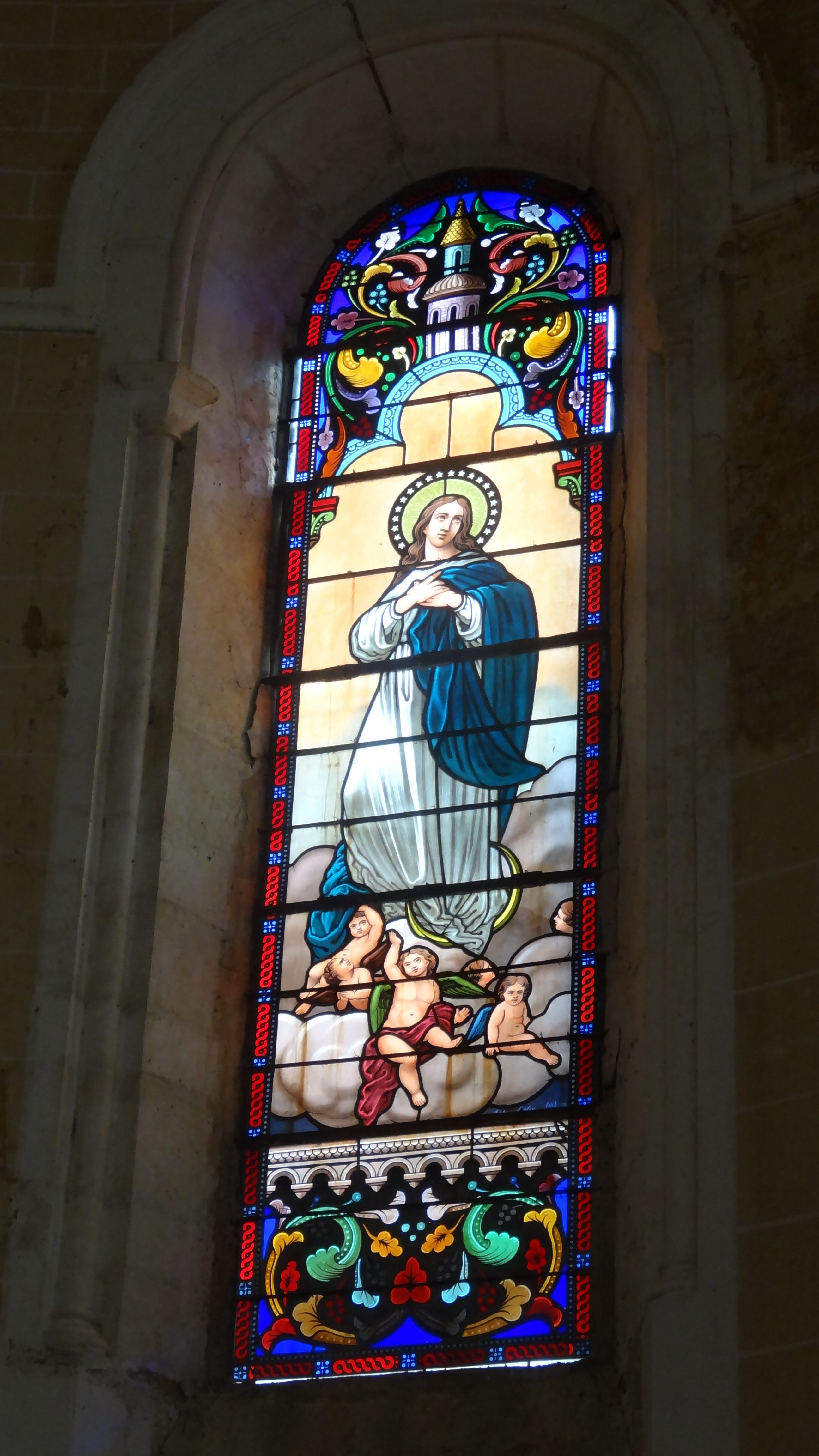
Vitrail de l'assomption de Marie

### Équipements culturels
La commune compte un musée d'histoire naturelle, un cinéma, un espace consacré à l'histoire du jazz (Les Territoires du Jazz) et un office du tourisme.
L'Astrada (destinée en occitan) est une salle de spectacle de 500 places inaugurée en mai 2011. Cet auditorium se substitue à la salle des fêtes devenue trop exigüe pour accueillir les sessions d'automne, d'hiver et de printemps de Jazz in Marciac ; des spectacles annexes ainsi que des conférences seront proposés dans cette nouvelle salle pendant le festival d'été. La salle fonctionnera à l'année, avec une programmation culturelle et musicale variée. Cette réalisation a pour but de devenir un véritable pôle culturel d'envergure régionale, à la suite de l'inscription de la bourgade du jazz à la liste des Grands Sites de Midi-Pyrénées. Elle deviendra scène conventionnée (la deuxième du Gers après "Circuits" à Auch) après une année d'essai.
Marciac dispose d'autre part d'un ensemble de galeries d'art et d'ateliers d'artistes dont la galerie Espace Eqart la plus importante, dont le fondateur et celui qui en fut le directeur pendant près de quinze ans est Fred Noiret et l'Âne Bleu la plus ancienne ainsi que l'atelier de la Baguenaude, les trois principaux lieux d'expositions. Rémi Trotereau, peintre et sculpteur s'y installe en juin 2013 ainsi qu'Annie Casanova, artiste peintre.

### Espaces récréatifs

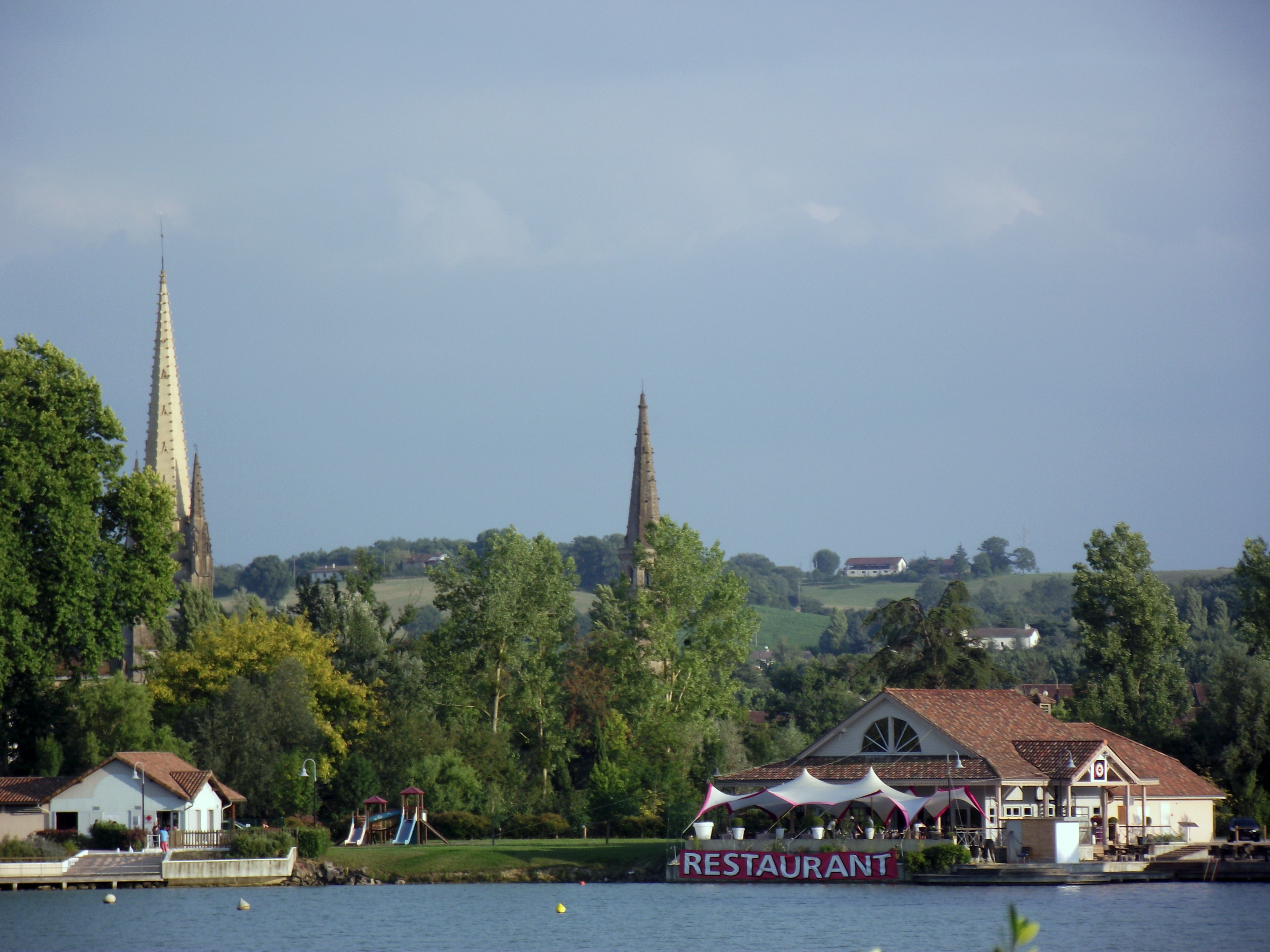
Marciac vue de son lac.

Depuis 1962, Marciac est doté d'un lac artificiel bordé d'une résidence hôtelière, d'un café et d'un mini-port dont l'architecture est inspirée de La Nouvelle-Orléans, d'une péniche-restaurant ayant appartenu à la ville de Sète (installée en 1963) et d'une piscine aqualudique.
Des arènes accueillent des courses landaises.

### Personnalités liées à la commune
- Jean Laforgue, né en 1782 à Marciac et mort à Dresde (Allemagne) en 1852, connu en tant que réviseur du texte des "Mémoires de Giacomo Casanova" publié - avec un grand succès - en 1826[50].
- Dominique de Sabail (1757-1799), avocat en parlement, juge de paix de Castelnau en 1790, membre du directoire du département des Hautes-Pyrénées, entre 1790 et 1793, époux de Marianne d'Aydie Lacoste (1758-1818), propriétaire du château d'Aydie dans le Madiran. Il acquit, au nom et pour le compte de son ami, Pierre Clair de Fondeville, lors d' enchères publiques qui se sont déroulées entre le 27 mars 1791 et le 17 juillet 1791, l'abbaye de la Case-Dieu, pour le prix de 250 000 livres. Il est le grand-père d'Alfred Sabail, de Plaisance[51].
- Jean Baptiste de Doat (1732-1792)[52], conseiller du Roi, juge en chef et magistrat royal à Eauze, époux de Jeanne de Mibielle, qui organisa en tant que délégué du procureur général et syndic du département du Gers, la vente aux enchères publiques entre le 27 mars 1791 et le 17 juillet 1791, de l'abbaye de la Case-Dieu[53]. Il est le grand oncle de Jean François Doat de Plaisance.
- Jacques Nolot, cinéaste né en 1943 à Marciac[54].

### Héraldique
| Blason | Blasonnement : Parti : au premier d'azur aux cinq fleurs de lys d'or ordonnées en sautoir, au second de gueules aux deux clefs adossées d'argent. |

### Sports
Rugby à XV
- L'AS marciacaise rugby[56] :
  - Champion de France de 3e série 2004
  - Vice-champion de France de 2e série 2016